# Liste der CoRAP-Stoffe
Diese Liste enthält alle Stoffe, die im Rahmen des CoRAP (englisch Community Rolling Action Plan, deutsch Fortlaufender Aktionsplan der Gemeinschaft) der ECHA überprüft werden sollen. Die Stoffliste soll jährlich im Februar/März durch weitere Einträge ergänzt werden. Mit Stand 28. November 2023 enthält die CoRAP-Liste 400 Einträge.
| Stoff | EG-Nummer            | CAS-Nummer           | ECHA-Infocard-ID | Jahr | Land                   | Begründung !! Status |                           |
| --- | -------------------- | -------------------- | ---------------- | ---- | ---------------------- | --- | ------------------------- |
| Acetonoxim | 204-820-1            | 127-06-0             | 100.004.383      | 2015 | Österreich             | Umweltexposition, Arbeitnehmerexposition, RCR, weit verbreitete Verwendung; potentiell krebsauslösende, mutagene, sensibilisierende Eigenschaften                                                                          | abgeschlossen             |
| Acrylsäure, Monoester mit Propan-1,2-diol | 247-118-0            | 25584-83-2           | 100.042.820      | 2016 | Frankreich             | Arbeitnehmerexposition, hohe (Gesamt-)Tonnage, RCR, weit verbreitete Verwendung; potentiell krebsauslösende, mutagene, sensibilisierende Eigenschaften                                                                     | in Planung                |
| ACTREL 400 | 400-370-7            | 63231-51-6           | 100.232.050      | 2020 | Finnland               | Umweltexposition; potentiell PBT/vPvB-Eigenschaften | Informationen angefordert |
| C16-20-24-iso-Alkane | 700-992-1            | –                    | 100.235.081      | 2014 | Norwegen               | Verbraucher-Verwendung, hohe (Gesamt-)Tonnage, weit verbreitete Verwendung; potentiell PBT/vPvB-Eigenschaften | Informationen angefordert |
| Alkohole, C7-9-iso-, C8-reich | 271-231-4            | 68526-83-0           | 100.064.737      | 2015 | Italien                | Verbraucher-Verwendung, Arbeitnehmerexposition, weit verbreitete Verwendung; potentiell krebsauslösende, mutagene Eigenschaften                                                                                            | abgeschlossen             |
| Alkylbenzol, mono-C10-13-Alkylderivate, Destillationsrückstand | 284-660-7            | 84961-70-6           | 100.076.936      | 2013 | Italien                | Verbraucher-Verwendung, hohe (Gesamt-)Tonnage, weit verbreitete Verwendung; potentiell PBT/vPvB-Eigenschaften | abgeschlossen             |
| Aluminiumchlorid, basisch | 215-477-2            | 1327-41-9            | 100.014.071      | 2014 | Frankreich             | hohe (Gesamt-)Tonnage; potentiell CMR-Eigenschaften | Wiedervorlage             |
| Aluminiumchlorid | 231-208-1            | 7446-70-0            | 100.028.371      | 2014 | Frankreich             | Arbeitnehmerexposition, hohe (Gesamt-)Tonnage, RCR; potentiell CMR-Eigenschaften | Wiedervorlage             |
| Aluminiumsulfat | 233-135-0            | 10043-01-3           | 100.030.110      | 2013 | Frankreich             | Verbraucher-Verwendung, hohe (Gesamt-)Tonnage, RCR, weit verbreitete Verwendung; potentiell CMR-, sensibilisierende Eigenschaften                                                                                          | Wiedervorlage             |
| Amide, C18-unges., N-[3-(dimethylamine)propyl] | 800-353-8            | 1379524-06-7         | 100.226.774      | 2015 | Deutschland            | Umweltexposition, RCR, andere Gefahren, weit verbreitete Verwendung; potentiell PBT/vPvB-Eigenschaften | abgeschlossen             |
| Amine, C12-14 (gradzahlig)-alkyldimethyl, N-Oxide | 931-292-6            | 308062-28-4          | 100.155.978      | 2017 | Irland                 | andere Gefahren; potentiell reproduktionstoxische Eigenschaften | zurückgezogen             |
| 2-Aminoethanol | 205-483-3            | 141-43-5             | 100.004.986      | 2012 | Vereinigtes Königreich | hohe (Gesamt-)Tonnage, weit verbreitete Verwendung; potentiell sensibilisierende Eigenschaften | abgeschlossen             |
| 5-Amino-o-kresol | 220-618-6            | 2835-95-2            | 100.018.744      | 2020 | Italien                | M, sensibilisierend, andere Gefahren | Informationen angefordert |
| 4-Aminophenol | 204-616-2            | 123-30-8             | 100.004.198      | 2020 | Italien                | M, sensibilisierend, andere Gefahren | abgeschlossen             |
| 3-Aminophenol | 209-711-2            | 591-27-5             | 100.008.830      | 2020 | Italien                | M, sensibilisierend, andere Gefahren | Informationen angefordert |
| 3-Aminopropyldimethylamin | 203-680-9            | 109-55-7             | 100.003.347      | 2014 | Österreich             | sensibilisierend, Arbeitnehmerexposition, hohe (Gesamt-)Tonnage, weit verbreitete Verwendung | abgeschlossen             |
| Ammonium-difluor[1,1,2,2-tetrafluor-2-(pentafluorethoxy)ethoxy]acetat | 700-323-3            | 908020-52-0          | 100.148.978      | 2015 | Deutschland            | Umweltexposition; potentiell PBT/vPvB-Eigenschaften | abgeschlossen             |
| Reaktionsprodukt von Ammoniummolybdat und C12-C24-diethoxyliertes Alkylamin (1:5-1:3) | 412-780-3            | 1380226-46-9         | 100.101.206      | 2017 | Frankreich             | potentiell PBT/vPvB-Eigenschaften | abgeschlossen             |
| Ammonium(mono- und bis(3,3,4,4,5,5,6,6,7,7,8,8,8-tridecafluoroctyl und/oder polysubstituiertes Alken))phosphat | 700-403-8            | –                    | 100.149.474      | 2012 | Belgien                | Verbraucher-Verwendung, weit verbreitete Verwendung; potentiell PBT/vPvB-Eigenschaften | abgeschlossen             |
| Ammoniumperchlorat | 232-235-1            | 7790-98-9            | 100.029.305      | 2015 | Deutschland            | Arbeitnehmerexposition, RCR, andere Gefahren, weit verbreitete Verwendung; potentiell krebsauslösende Eigenschaften; potentieller endokriner Disruptor                                                                     | abgeschlossen             |
| Ammonium-2,3,3,3-tetrafluor-2-(heptafluorpropoxy)propanoat | 700-242-3            | 62037-80-3           | 100.124.803      | 2015 | Deutschland            | Umweltexposition; potentiell PBT/vPvB-Eigenschaften | Informationen angefordert |
| Ammoniumthiocyanat | 217-175-6            | 1762-95-4            | 100.015.614      | 2013 | Tschechien             | hohe (Gesamt-)Tonnage, RCR, weit verbreitete Verwendung; potentiell CMR-Eigenschaften; potentieller endokriner Disruptor                                                                                                   | abgeschlossen             |
| Ammonium-2,2,3-trifluor-3-(1,1,2,2,3,3-hexafluor-3-trifluormethoxypropoxy)propionat (ADONA) | 480-310-4            | –                    | 100.105.293      | 2015 | Deutschland            | Umweltexposition, weit verbreitete Verwendung; potentiell PBT/vPvB-Eigenschaften | abgeschlossen             |
| Amphoteric Fluorinated Surfactant | -                    | –                    | -                | 2018 | Belgien                | Umweltexposition, weit verbreitete Verwendung; potentiell PBT/vPvB-Eigenschaften | abgeschlossen             |
| Antimon | 231-146-5            | 7440-36-0            | 100.028.314      | 2016 | Deutschland            | Arbeitnehmerexposition, hohe (Gesamt-)Tonnage, RCR, weit verbreitete Verwendung; potentiell krebsauslösende Eigenschaften                                                                                                  | Informationen angefordert |
| Antimonsulfid | 215-713-4            | 1345-04-6            | 100.014.285      | 2016 | Deutschland            | Arbeitnehmerexposition, RCR, weit verbreitete Verwendung; potentiell krebsauslösende Eigenschaften | Informationen angefordert |
| Antimontrichlorid | 233-047-2            | 10025-91-9           | 100.030.031      | 2018 | Deutschland            | potentiell krebsauslösende, reproduktionstoxische Eigenschaften | abgeschlossen             |
| Bariumbis[2-chlor-5-[(2-hydroxy-1-naphthyl)azo]toluyl-4-sulphonat] | 225-935-3            | 5160-02-1            | 100.023.578      | 2016 | Deutschland            | Arbeitnehmerexposition, weit verbreitete Verwendung; potentiell krebsauslösende Eigenschaften | abgeschlossen             |
| Benzaldehyd | 202-860-4            | 100-52-7             | 100.002.601      | 2016 | Frankreich             | Verbraucher-Verwendung, Arbeitnehmerexposition, weit verbreitete Verwendung; potentiell mutagene Eigenschaften | in Planung                |
| Benzol, mono-C11-C13-verzweigte Alkylderivate (Vorher registriert als: Tetrapropylenbenzol) | 810-801-4            | 2156592-70-8         | 100.242.211      | 2015 | Niederlande            | hohe (Gesamt-)Tonnage; potentiell CMR-, PBT/vPvB-Eigenschaften | in Bearbeitung            |
| 1,4-Benzoldiamin, N,N′-gemischte Phenyl- und Benzyl-Derivate (BENPAT) | 273-227-8            | 68953-84-4           | 100.066.551      | 2013 | Deutschland            | Verbraucher-Verwendung, hohe (Gesamt-)Tonnage, weit verbreitete Verwendung; potentiell PBT/vPvB-Eigenschaften | abgeschlossen             |
| 1,2-Benzoldicarbonsäure, benzyl isononyl alkyl ester (Vorher registriert als: 1,2-Benzoldicarbonsäure, benzyl C7-9-verzweigt und linear ester) | 701-339-3            | –                    | 100.301.215      | 2014 | Dänemark               | hohe (Gesamt-)Tonnage; potentiell CMR-Eigenschaften | abgeschlossen             |
| 1,2-Benzoldicarbonsäure, di-C11-14-verzweigte Alkylester, C13-reich | 271-089-3            | 68515-47-9           | 100.064.607      | 2014 | Dänemark               | hohe (Gesamt-)Tonnage; potentiell CMR-Eigenschaften | abgeschlossen             |
| 1,2-Benzoldicarbonsäure, di-C10-12-verzweigte Alkylester (Vorher registriert als: Diundecylphthalat, verzweigt und linear) | 700-989-5            | –                    | 100.235.045      | 2014 | Dänemark               | hohe (Gesamt-)Tonnage; potentiell CMR-Eigenschaften | abgeschlossen             |
| 1,2-Benzoldicarbonsäure, di-C9-11-verzweigte und lineare Alkylester | 271-085-1            | 68515-43-5           | 100.064.603      | 2014 | Dänemark               | hohe (Gesamt-)Tonnage; potentiell CMR-Eigenschaften | abgeschlossen             |
| Benzophenon | 204-337-6            | 119-61-9             | 100.003.943      | 2013 | Dänemark               | Verbraucher-Verwendung, RCR, weit verbreitete Verwendung; potentiell CMR-Eigenschaften | abgeschlossen             |
| Benzothiazol-2-thiol | 205-736-8            | 149-30-4             | 100.005.216      | 2013 | Deutschland            | CMR, sensibilisierend, Verbraucher-Verwendung, Exposition von sensiblen Bevölkerungsgruppen, hohe (Gesamt-)Tonnage, weit verbreitete Verwendung                                                                            | abgeschlossen             |
| Benzotriazol | 202-394-1            | 95-14-7              | 100.002.177      | 2014 | Deutschland            | Umweltexposition; potentieller endokriner Disruptor | Bericht wird erstellt     |
| Benzylalkohol | 202-859-9            | 100-51-6             | 100.002.600      | 2015 | Deutschland            | Arbeitnehmerexposition, RCR, weit verbreitete Verwendung; potentiell sensibilisierende Eigenschaften | abgeschlossen             |
| Reaktionsprodukte von Benzylamin mit Anilinhydrochlorid und Nitrobenzol | 309-912-6            | 101357-15-7          | 100.099.853      | 2016 | Deutschland            | potentiell PBT/vPvB-Eigenschaften | abgeschlossen             |
| Benzylsalicylat | 204-262-9            | 118-58-1             | 100.003.876      | 2018 | Deutschland            | potentieller endokriner Disruptor | zurückgezogen             |
| Bernsteinsäureanhydrid | 203-570-0            | 108-30-5             | 100.003.246      | 2013 | Österreich             | sensibilisierend, hohe (Gesamt-)Tonnage, RCR; potentiell CMR-Eigenschaften | abgeschlossen             |
| Beryllium | 231-150-7            | 7440-41-7            | 100.028.318      | 2013 | Deutschland            | | abgeschlossen             |
| Betain, C12-14 (gradzahlig)-alkyldimethyl | 931-700-2            | 66455-29-6           | 100.166.358      | 2017 | Frankreich             | Verbraucher-Verwendung, Umweltexposition, Arbeitnehmerexposition, hohe (Gesamt-)Tonnage, RCR, andere Gefahren, weit verbreitete Verwendung; potentiell reproduktionstoxische Eigenschaften                                 | in Planung                |
| Biphenyl | 202-163-5            | 92-52-4              | 100.001.967      | 2012 | Portugal               | hohe (Gesamt-)Tonnage; potentiell PBT/vPvB-Eigenschaften | abgeschlossen             |
| Bis(4-chlorphenyl)sulfon | 201-247-9            | 80-07-9              | 100.001.135      | 2013 | Österreich             | hohe (Gesamt-)Tonnage, weit verbreitete Verwendung; potentiell PBT/vPvB-Eigenschaften | abgeschlossen             |
| Bis(dibutyldithiocarbamato-S,S′)kupfer | 237-695-7            | 13927-71-4           | 100.034.254      | 2016 | Frankreich             | Arbeitnehmerexposition; potentiell PBT/vPvB-, reproduktionstoxische Eigenschaften; potentieller endokriner Disruptor | verschoben                |
| 4,4′-Bis(diethylamino)benzophenon | 202-025-4            | 90-93-7              | 100.001.842      | 2021 | Niederlande            | potentiell krebsauslösende, mutagene Eigenschaften | abgeschlossen             |
| Bis(2,6-diisopropylphenyl)carbodiimid | 218-487-5            | 2162-74-5            | 100.016.807      | 2017 | Italien                | Arbeitnehmerexposition, weit verbreitete Verwendung; potentiell PBT/vPvB-Eigenschaften | in Planung                |
| Bis(2-ethylhexyl)adipat | 203-090-1            | 103-23-1             | 100.002.810      | 2013 | Finnland               | Verbraucher-Verwendung, hohe (Gesamt-)Tonnage, weit verbreitete Verwendung; potentiell CMR-Eigenschaften | abgeschlossen             |
| Bis(2-ethylhexyl)amin | 203-372-4            | 106-20-7             | 100.003.067      | 2019 | Portugal               | Umweltexposition; potentiell PBT/vPvB-Eigenschaften | in Bearbeitung            |
| Bis(2-ethylhexyl)tetrabromphthalat | 247-426-5            | 26040-51-7           | 100.043.099      | 2015 | Schweden               | Umweltexposition, andere Gefahren, weit verbreitete Verwendung; potentiell PBT/vPvB-Eigenschaften; potentieller endokriner Disruptor                                                                                       | abgeschlossen             |
| Bis(4-hydroxy-N-methylanilin)sulfat | 200-237-1            | 55-55-0              | 100.000.216      | 2020 | Italien                | M, sensibilisierend, andere Gefahren | abgeschlossen             |
| Bis(isopropyl)naphthalin | 254-052-6            | 38640-62-9           | 100.049.121      | 2013 | Schweden               | hohe (Gesamt-)Tonnage, weit verbreitete Verwendung; potentiell PBT/vPvB-Eigenschaften | Wiedervorlage             |
| Reaktionsprodukt von Bis(4-methylpentan-2-yl)dithiophosphorsäure mit Phosphoroxid, Propylenoxid und Aminen, C12-14-Alkyl (verzweigt) | 931-384-6            | –                    | 100.149.329      | 2013 | Slowenien              | Verbraucher-Verwendung, hohe (Gesamt-)Tonnage; potentiell PBT/vPvB-Eigenschaften | abgeschlossen             |
| Bis(nonafluorbutyl)phosphinsäure | 700-183-3            | 52299-25-9           | 100.148.926      | 2015 | Deutschland            | Umweltexposition, andere Gefahren; potentiell PBT/vPvB-Eigenschaften | abgeschlossen             |
| Bis(pentan-2,4-dionato)calcium | 243-001-3            | 19372-44-2           | 100.039.077      | 2015 | Deutschland            | sensibilisierend, Arbeitnehmerexposition, hohe (Gesamt-)Tonnage, andere Gefahren | abgeschlossen             |
| 4,4′-Isopropylidendiphenol (Bisphenol A) | 201-245-8            | 80-05-7              | 100.001.133      | 2012 | Deutschland            | Verbraucher-Verwendung, hohe (Gesamt-)Tonnage, weit verbreitete Verwendung; potentieller endokriner Disruptor | abgeschlossen             |
| Bis(2-propylheptyl)phthalat | 258-469-4            | 53306-54-0           | 100.053.137      | 2014 | Deutschland            | Exposition von sensiblen Bevölkerungsgruppen, hohe (Gesamt-)Tonnage, weit verbreitete Verwendung; potentieller endokriner Disruptor                                                                                        | Informationen angefordert |
| Bis(α,α-dimethylbenzyl)peroxid | 201-279-3            | 80-43-3              | 100.001.164      | 2015 | Norwegen               | Verbraucher-Verwendung, Umweltexposition, Arbeitnehmerexposition, hohe (Gesamt-)Tonnage, RCR, weit verbreitete Verwendung; potentiell PBT/vPvB-Eigenschaften                                                               | abgeschlossen             |
| Schieferöl-Bitumen | 447-780-2            | –                    | 100.104.114      | 2014 | Estland                | Umweltexposition, Arbeitnehmerexposition; potentiell CMR-, PBT/vPvB-Eigenschaften | abgeschlossen             |
| 3-Brom-2,2-bis(brommethyl)propan-1-ol | 253-057-0            | 36483-57-5           | 100.048.218      | 2017 | Dänemark               | potentiell krebsauslösende, mutagene Eigenschaften | zurückgezogen             |
| 2-Brom-3,3,3-trifluorprop-1-en | 627-872-0            | 1514-82-5            | 100.156.193      | 2019 | Spanien                | potentiell reproduktionstoxische Eigenschaften; potentieller endokriner Disruptor | abgeschlossen             |
| Buta-1,3-dien | 203-450-8            | 106-99-0             | 100.003.138      | 2013 | Deutschland            | CMR | abgeschlossen             |
| 1-Butanol | 200-751-6            | 71-36-3              | 100.000.683      | 2017 | Ungarn                 | Verbraucher-Verwendung, Arbeitnehmerexposition, hohe (Gesamt-)Tonnage, weit verbreitete Verwendung; potentiell reproduktionstoxische Eigenschaften                                                                         | abgeschlossen             |
| Butan-2-on O,O′,O′′-(methylsilylidyne)trioxim | 245-366-4            | 22984-54-9           | 100.041.227      | 2018 | Italien                | Umweltexposition, weit verbreitete Verwendung; potentiell PBT/vPvB-Eigenschaften | zurückgezogen             |
| Butan-2-on O,O′,O′′-(vinylsilylidyne)trioxim | 218-747-8            | 2224-33-1            | 100.017.044      | 2018 | Italien                | Umweltexposition, weit verbreitete Verwendung; potentiell PBT/vPvB-Eigenschaften | zurückgezogen             |
| Butanon | 201-159-0            | 78-93-3              | 100.001.054      | 2017 | Schweden               | Verbraucher-Verwendung, Umweltexposition, Arbeitnehmerexposition, hohe (Gesamt-)Tonnage, RCR, weit verbreitete Verwendung; potentiell reproduktionstoxische Eigenschaften; potentieller endokriner Disruptor               | Informationen angefordert |
| Butanonoxim | 202-496-6            | 96-29-7              | 100.002.270      | 2013 | Deutschland            | CMR, sensibilisierend, Verbraucher-Verwendung, kumulierte Exposition, RCR, weit verbreitete Verwendung | abgeschlossen             |
| 2-(2-Butoxyethoxy)ethyl-6-propylpiperonylether | 200-076-7            | 51-03-6              | 100.000.070      | 2012 | Schweden               | Verbraucher-Verwendung, weit verbreitete Verwendung; potentiell PBT/vPvB-Eigenschaften; potentieller endokriner Disruptor                                                                                                  | zurückgezogen             |
| Butylacrylat | 205-480-7            | 141-32-2             | 100.004.983      | 2013 | Schweden               | hohe (Gesamt-)Tonnage; potentiell CMR-Eigenschaften | abgeschlossen             |
| 2-(4-tert-Butylbenzyl)propionaldehyd (Lilial) | 201-289-8            | 80-54-6              | 100.001.173      | 2012 | Schweden               | CMR, Verbraucher-Verwendung, weit verbreitete Verwendung | abgeschlossen             |
| 4,4′-[(6-{[4-(tert-Butylcarbamoyl)phenyl]amino}-1,3,5-triazin-2,4-diyl)diimino]dibenzoesäurebis(2-ethylhexyl)ester | 421-450-8            | 154702-15-5          | 100.102.002      | 2015 | Deutschland            | Umweltexposition, weit verbreitete Verwendung; potentiell PBT/vPvB-Eigenschaften | abgeschlossen             |
| Butylhydroxytoluol | 204-881-4            | 128-37-0             | 100.004.439      | 2016 | Frankreich             | Exposition von sensiblen Bevölkerungsgruppen, Arbeitnehmerexposition, hohe (Gesamt-)Tonnage, weit verbreitete Verwendung; potentieller endokriner Disruptor                                                                | in Bearbeitung            |
| 2-tert-butyl-4-methoxyphenol | 204-442-7            | 121-00-6             | 100.004.039      | 2015 | Frankreich             | Verbraucher-Verwendung, Exposition von sensiblen Bevölkerungsgruppen, weit verbreitete Verwendung; potentiell reproduktionstoxische Eigenschaften; potentieller endokriner Disruptor                                       | Bericht wird erstellt     |
| tert-Butylperbenzoat | 210-382-2            | 614-45-9             | 100.009.440      | 2013 | Italien                | sensibilisierend, Verbraucher-Verwendung, weit verbreitete Verwendung | abgeschlossen             |
| 4-tert-Butylphenol | 202-679-0            | 98-54-4              | 100.002.436      | 2014 | Deutschland            | hohe (Gesamt-)Tonnage; potentieller endokriner Disruptor | Bericht wird erstellt     |
| 3-(4-tert-Butylphenyl)propionaldehyd | 242-016-2            | 18127-01-0           | 100.038.182      | 2015 | Schweden               | potentiell reproduktionstoxische Eigenschaften | zurückgezogen             |
| Carbon Black | 215-609-9            | 1333-86-4            | 100.014.191      | 2016 | Frankreich             | C, Verbraucher-Verwendung, kumulierte Exposition, Exposition von sensiblen Bevölkerungsgruppen, Arbeitnehmerexposition, hohe (Gesamt-)Tonnage, weit verbreitete Verwendung; potentiell reproduktionstoxische Eigenschaften | in Planung                |
| Cerdioxid | 215-150-4            | 1306-38-3            | 100.013.774      | 2015 | Deutschland            | kumulierte Exposition, Umweltexposition, andere Gefahren, weit verbreitete Verwendung; potentiell krebsauslösende, mutagene Eigenschaften                                                                                  | zurückgezogen             |
| 1-[(2-Chlor-4-nitrophenyl)azo]-2-naphthol | 220-562-2            | 2814-77-9            | 100.018.693      | 2019 | Deutschland            | Umweltexposition; potentiell PBT/vPvB-, krebsauslösende, mutagene, reproduktionstoxische Eigenschaften | abgeschlossen             |
| Chloralkane, C14-17 | 287-477-0            | 85535-85-9           | 100.079.497      | 2012 | Vereinigtes Königreich | hohe (Gesamt-)Tonnage, weit verbreitete Verwendung; potentiell PBT/vPvB-Eigenschaften | abgeschlossen             |
| Chlorobenzene | 203-628-5            | 108-90-7             | 100.003.299      | 2023 | Niederlande            | Arbeitnehmerexposition, hohe (Gesamt-)Tonnage, weit verbreitete Verwendung; potentiell mutagene, reproduktionstoxische Eigenschaften; potentieller endokriner Disruptor                                                    | in Bearbeitung            |
| Chlormethan | 200-817-4            | 74-87-3              | 100.000.744      | 2012 | Italien                | CMR, RCR; potentieller endokriner Disruptor | abgeschlossen             |
| 2-[(4-Chlor-2-nitrophenyl)azo]-N-(2-chlorphenyl)-3-oxobutyramid | 229-355-1            | 6486-23-3            | 100.026.687      | 2019 | Italien                | Umweltexposition, hohe (Gesamt-)Tonnage, weit verbreitete Verwendung; potentiell PBT/vPvB-Eigenschaften | verschoben                |
| Chrom(III)-oxid | 215-160-9            | 1308-38-9            | 100.013.783      | 2018 | Frankreich             | hohe (Gesamt-)Tonnage; potentiell reproduktionstoxische, sensibilisierende Eigenschaften | abgeschlossen             |
| Citral | 226-394-6            | 5392-40-5            | 100.023.994      | 2014 | Schweden               | sensibilisierend, Verbraucher-Verwendung, Arbeitnehmerexposition, hohe (Gesamt-)Tonnage, weit verbreitete Verwendung | abgeschlossen             |
| Citronellal | 203-376-6            | 106-23-0             | 100.003.070      | 2014 | Schweden               | sensibilisierend, Verbraucher-Verwendung, Arbeitnehmerexposition, hohe (Gesamt-)Tonnage, weit verbreitete Verwendung | abgeschlossen             |
| Climbazol | 253-775-4            | 38083-17-9           | 100.048.870      | 2013 | Belgien                | Verbraucher-Verwendung, weit verbreitete Verwendung; potentiell CMR-Eigenschaften | Wiedervorlage             |
| Cyclohexanon | 203-631-1            | 108-94-1             | 100.003.302      | 2016 | Polen                  | Arbeitnehmerexposition, hohe (Gesamt-)Tonnage, weit verbreitete Verwendung; potentiell krebsauslösende, mutagene, reproduktionstoxische Eigenschaften                                                                      | abgeschlossen             |
| Cyclohexylamin | 203-629-0            | 108-91-8             | 100.003.300      | 2014 | Belgien                | R, Umweltexposition, hohe (Gesamt-)Tonnage | abgeschlossen             |
| Dapson | 201-248-4            | 80-08-0              | 100.001.136      | 2014 | Deutschland            | potentieller endokriner Disruptor | abgeschlossen             |
| Decahydronaphthalin | 202-046-9            | 91-17-8              | 100.001.861      | 2012 | Finnland               | hohe (Gesamt-)Tonnage; potentiell PBT/vPvB-Eigenschaften | in Bearbeitung            |
| Decamethyltetrasiloxan | 205-491-7            | 141-62-8             | 100.004.993      | 2015 | Norwegen               | Umweltexposition, weit verbreitete Verwendung; potentiell PBT/vPvB-Eigenschaften | abgeschlossen             |
| Decan-1-ol | 203-956-9            | 112-30-1             | 100.003.597      | 2012 | Italien                | hohe (Gesamt-)Tonnage, andere Gefahren, weit verbreitete Verwendung | abgeschlossen             |
| Diallylphthalat | 205-016-3            | 131-17-9             | 100.004.562      | 2012 | Spanien                | CMR, Verbraucher-Verwendung, weit verbreitete Verwendung | abgeschlossen             |
| Diantimontrioxid | 215-175-0            | 1309-64-4            | 100.013.796      | 2016 | Deutschland            | C, Arbeitnehmerexposition, hohe (Gesamt-)Tonnage, RCR, weit verbreitete Verwendung | Informationen angefordert |
| 6,6′-Di-tert-butyl-4,4′-butylidendi-m-kresol | 201-618-5            | 85-60-9              | 100.001.471      | 2015 | Frankreich             | Verbraucher-Verwendung, Umweltexposition, Arbeitnehmerexposition, weit verbreitete Verwendung; potentiell PBT/vPvB-, reproduktionstoxische Eigenschaften; potentieller endokriner Disruptor                                | Informationen angefordert |
| Di-tert-butylperoxid | 203-733-6            | 110-05-4             | 100.003.395      | 2013 | Niederlande            | CMR, Verbraucher-Verwendung, hohe (Gesamt-)Tonnage, weit verbreitete Verwendung | abgeschlossen             |
| 2,4-Di-tert-butylphenol | 202-532-0            | 96-76-4              | 100.002.303      | 2012 | Belgien                | Verbraucher-Verwendung, weit verbreitete Verwendung; potentiell CMR-Eigenschaften; potentieller endokriner Disruptor | Informationen angefordert |
| 6,6′-Di-tert-butyl-4,4′-thiodi-m-kresol | 202-525-2            | 96-69-5              | 100.002.297      | 2013 | Österreich             | sensibilisierend, Verbraucher-Verwendung, weit verbreitete Verwendung; potentiell CMR-, PBT/vPvB-Eigenschaften; potentieller endokriner Disruptor                                                                          | Informationen angefordert |
| Di-tert-butyl-3,3,5-trimethylcyclohexylidendiperoxid | 229-782-3            | 6731-36-8            | 100.027.076      | 2014 | Deutschland            | potentiell PBT/vPvB-Eigenschaften | Informationen angefordert |
| 1,2-Dichlorbenzol | 202-425-9            | 95-50-1              | 100.002.206      | 2012 | Ungarn                 | hohe (Gesamt-)Tonnage, weit verbreitete Verwendung; potentiell CMR-Eigenschaften | abgeschlossen             |
| Dichlordimethylsilan | 200-901-0            | 75-78-5              | 100.000.820      | 2012 | Tschechien             | hohe (Gesamt-)Tonnage; potentiell PBT/vPvB-Eigenschaften | abgeschlossen             |
| 3,5-Dichlor-4-hexadecyloxycarbonyloxybenzoesäureethylester | 404-740-9            | 115895-09-5          | 100.100.634      | 2014 | Slowenien              | Umweltexposition; potentiell PBT/vPvB-Eigenschaften | Informationen angefordert |
| Dichlormethan | 200-838-9            | 75-09-2              | 100.000.763      | 2016 | Italien                | C, hohe (Gesamt-)Tonnage; potentiell mutagene, reproduktionstoxische, sensibilisierende Eigenschaften; potentieller endokriner Disruptor                                                                                   | abgeschlossen             |
| Dicyclohexylphthalat | 201-545-9            | 84-61-7              | 100.001.405      | 2017 | Schweden               | Umweltexposition, weit verbreitete Verwendung; potentieller endokriner Disruptor | abgeschlossen             |
| Diethylether | 200-467-2            | 60-29-7              | 100.000.425      | 2017 | Frankreich             | Verbraucher-Verwendung, Umweltexposition, hohe (Gesamt-)Tonnage, andere Gefahren, weit verbreitete Verwendung; potentiell krebsauslösende, mutagene, reproduktionstoxische Eigenschaften                                   | in Planung                |
| Diethylmethylbenzyldiamin | 270-877-4            | 68479-98-1           | 100.064.414      | 2016 | Dänemark               | potentiell mutagene, reproduktionstoxische Eigenschaften | in Bearbeitung            |
| Diethylphthalat | 201-550-6            | 84-66-2              | 100.001.409      | 2012 | Deutschland            | CMR, Verbraucher-Verwendung, hohe (Gesamt-)Tonnage, weit verbreitete Verwendung; potentieller endokriner Disruptor | abgeschlossen             |
| 1,3-Diethyl-2-thioharnstoff | 203-308-5            | 105-55-5             | 100.003.008      | 2019 | Polen                  | Verbraucher-Verwendung, Umweltexposition, Arbeitnehmerexposition, weit verbreitete Verwendung; potentiell krebsauslösende, sensibilisierende Eigenschaften                                                                 | abgeschlossen             |
| 1,3-Dihydro-4(oder 5)-methyl-2H-benzimidazol-2-thion | 258-904-8            | 53988-10-6           | 100.053.532      | 2016 | Deutschland            | Umweltexposition; potentieller endokriner Disruptor | abgeschlossen             |
| 1,3-Dihydro-4(oder 5)-methyl-2H-benzimidazol-2-thion, Zinksalz | 262-872-0            | 61617-00-3           | 100.057.138      | 2016 | Deutschland            | Umweltexposition; potentieller endokriner Disruptor | abgeschlossen             |
| Diisodecylazelat | 249-044-4            | 28472-97-1           | 100.044.571      | 2012 | Italien                | Verbraucher-Verwendung, hohe (Gesamt-)Tonnage, weit verbreitete Verwendung; potentiell PBT/vPvB-Eigenschaften | abgeschlossen             |
| 1,3-Diisopropylbenzol | 202-773-1            | 99-62-7              | 100.002.521      | 2016 | Frankreich             | Arbeitnehmerexposition; potentiell PBT/vPvB-, reproduktionstoxische Eigenschaften | in Planung                |
| 1,4-Diisopropylbenzol | 202-826-9            | 100-18-5             | 100.002.570      | 2016 | Frankreich             | Umweltexposition, Arbeitnehmerexposition, andere Gefahren; potentiell PBT/vPvB-, reproduktionstoxische Eigenschaften | in Planung                |
| Reaktionsmischung aus 1,3-Di-iso-propylbenzol und 1,4-Di-iso-propylbenzol | 905-459-9            | –                    | 100.138.393      | 2015 | Frankreich             | Umweltexposition, Arbeitnehmerexposition, hohe (Gesamt-)Tonnage, andere Gefahren; potentiell PBT/vPvB-, reproduktionstoxische Eigenschaften                                                                                | in Planung                |
| Diisotridecyladipat | 247-660-8            | 26401-35-4           | 100.043.313      | 2012 | Spanien                | hohe (Gesamt-)Tonnage, weit verbreitete Verwendung; potentiell PBT/vPvB-Eigenschaften | abgeschlossen             |
| Dikaliumtetraborat | 215-575-5            | 1332-77-0            | 100.014.160      | 2015 | Litauen                | R, Verbraucher-Verwendung, Arbeitnehmerexposition, RCR, weit verbreitete Verwendung | abgeschlossen             |
| Dimethoxydimethylsilan | 214-189-4            | 1112-39-6            | 100.012.900      | 2016 | Belgien                | R, Arbeitnehmerexposition, andere Gefahren | zurückgezogen             |
| 2-(1-(3′,3′-Dimethyl-1′-cyclohexyl)ethoxy)-2-methylpropylpropanoat | 415-490-5            | 141773-73-1          | 100.101.448      | 2015 | Deutschland            | Umweltexposition, weit verbreitete Verwendung; potentiell PBT/vPvB-Eigenschaften | abgeschlossen             |
| 2,9-Dimethylanthra[2,1,9-def:6,5,10-d′e′f′]diisochinolin-1,3,8,10(2H,9H)-tetron | 226-866-1            | 5521-31-3            | 100.024.424      | 2019 | Belgien                | potentiell PBT/vPvB-Eigenschaften | zurückgezogen             |
| 3,3′-Dimethylbiphenyl-4,4′-diyldiisocyanat | 202-112-7            | 91-97-4              | 100.001.921      | 2013 | Frankreich             | sensibilisierend, Verbraucher-Verwendung; potentiell CMR-, PBT/vPvB-Eigenschaften | abgeschlossen             |
| Dimethyldisulfid | 210-871-0            | 624-92-0             | 100.009.883      | 2014 | Deutschland            | Umweltexposition, hohe (Gesamt-)Tonnage | abgeschlossen             |
| 1-[4-(1,1-Dimethylethyl)phenyl]-3-(4-methoxyphenyl)propan-1,3-dion | 274-581-6            | 70356-09-1           | 100.067.779      | 2015 | Deutschland            | Verbraucher-Verwendung, Umweltexposition, hohe (Gesamt-)Tonnage, weit verbreitete Verwendung; potentiell PBT/vPvB-Eigenschaften                                                                                            | Informationen angefordert |
| Dimethylglutarat | 214-277-2            | 1119-40-0            | 100.012.980      | 2013 | Polen                  | Verbraucher-Verwendung, hohe (Gesamt-)Tonnage, weit verbreitete Verwendung; potentieller endokriner Disruptor | abgeschlossen             |
| 2,2′-Dimethyl-4,4′-methylenbis(cyclohexylamin) | 229-962-1            | 6864-37-5            | 100.027.238      | 2014 | Deutschland            | potentieller endokriner Disruptor | abgeschlossen             |
| Dimethylphosphonat | 212-783-8            | 868-85-9             | 100.011.622      | 2012 | Niederlande            | CMR, Verbraucher-Verwendung, hohe (Gesamt-)Tonnage, RCR, weit verbreitete Verwendung | abgeschlossen             |
| 3,5-Dimethylpyrazol | 200-657-5            | 67-51-6              | 100.000.597      | 2015 | Spanien                | R, RCR | zurückgezogen             |
| Dinatrium 4,4′-bis[(4,6-dianilino-1,3,5-triazin-2-yl)amino]stilben-2,2′-disulfonat | 205-117-2            | 133-66-4             | 100.004.653      | 2017 | Italien                | weit verbreitete Verwendung; potentiell PBT/vPvB-Eigenschaften | zurückgezogen             |
| Dinatriumdisulfit | 231-673-0            | 7681-57-4            | 100.028.794      | 2014 | Ungarn                 | Umweltexposition, Exposition von sensiblen Bevölkerungsgruppen, hohe (Gesamt-)Tonnage, weit verbreitete Verwendung; potentiell CMR-Eigenschaften                                                                           | abgeschlossen             |
| Dinatriummetasilicat | 229-912-9            | 6834-92-0            | 100.027.193      | 2015 | Lettland               | Verbraucher-Verwendung, hohe (Gesamt-)Tonnage, RCR; potentiell reproduktionstoxische Eigenschaften | abgeschlossen             |
| 1-[(2,4-Dinitrophenyl)azo]-2-naphthol | 222-429-4            | 3468-63-1            | 100.020.392      | 2016 | Deutschland            | Arbeitnehmerexposition, weit verbreitete Verwendung; potentiell PBT/vPvB-, krebsauslösende, reproduktionstoxische Eigenschaften                                                                                            | abgeschlossen             |
| Dioctylzinnoxid | 212-791-1            | 870-08-6             | 100.011.629      | 2015 | Österreich             | Verbraucher-Verwendung, Umweltexposition, Arbeitnehmerexposition, hohe (Gesamt-)Tonnage, RCR, weit verbreitete Verwendung; potentiell PBT/vPvB-, reproduktionstoxische Eigenschaften; potentieller endokriner Disruptor    | in Planung                |
| 1,3-Dioxolan | 211-463-5            | 646-06-0             | 100.010.422      | 2016 | Deutschland            | Verbraucher-Verwendung, Exposition von sensiblen Bevölkerungsgruppen, hohe (Gesamt-)Tonnage, weit verbreitete Verwendung; potentiell mutagene, reproduktionstoxische Eigenschaften                                         | abgeschlossen             |
| 2,5-Di-tert-pentylhydrochinon | 201-222-2            | 79-74-3              | 100.001.112      | 2013 | Italien                | RCR; potentiell PBT/vPvB-Eigenschaften | Informationen angefordert |
| Di-tert-pentylperoxid | 234-042-8            | 10508-09-5           | 100.030.935      | 2015 | Italien                | Arbeitnehmerexposition, weit verbreitete Verwendung; potentiell krebsauslösende, mutagene Eigenschaften | abgeschlossen             |
| Reaktionsprodukte von Diphenylamin with Nonen, verzweigt | 701-385-4            | –                    | 100.321.789      | 2016 | Frankreich             | hohe (Gesamt-)Tonnage; potentiell PBT/vPvB-, mutagene Eigenschaften | Informationen angefordert |
| 1,3-Diphenylguanidin | 203-002-1            | 102-06-7             | 100.002.730      | 2012 | Frankreich             | CMR, hohe (Gesamt-)Tonnage, RCR | abgeschlossen             |
| Diphenyl(2,4,6-trimethylbenzoyl)phosphinoxid | 278-355-8            | 75980-60-8           | 100.071.211      | 2016 | Schweden               | R; potentieller endokriner Disruptor | zurückgezogen             |
| Distickstofftetraoxid | 234-126-4            | 10544-72-6           | 100.031.012      | 2015 | Lettland               | Arbeitnehmerexposition, RCR; potentiell mutagene, reproduktionstoxische Eigenschaften | zurückgezogen             |
| Ditolylether | 248-948-6            | 28299-41-4           | 100.044.483      | 2014 | Niederlande            | hohe (Gesamt-)Tonnage; potentiell PBT/vPvB-Eigenschaften | Informationen angefordert |
| Diundecylphthalat verzweigt und linear | 287-401-6            | 85507-79-5           | 100.079.428      | 2014 | Dänemark               | hohe (Gesamt-)Tonnage; potentiell CMR-Eigenschaften | abgeschlossen             |
| Diuron | 206-354-4            | 330-54-1             | 100.005.778      | 2012 | Finnland               | weit verbreitete Verwendung; potentieller endokriner Disruptor | Informationen angefordert |
| Dodecamethylpentasiloxan | 205-492-2            | 141-63-9             | 100.004.994      | 2015 | Norwegen               | Umweltexposition, weit verbreitete Verwendung; potentiell PBT/vPvB-Eigenschaften | abgeschlossen             |
| Dodecylphenol, geschwefelt, Calciumsalz | 272-486-4            | 68855-45-8           | 100.065.878      | 2013 | Frankreich             | CMR, Verbraucher-Verwendung, hohe (Gesamt-)Tonnage, weit verbreitete Verwendung; potentiell PBT/vPvB-Eigenschaften | abgeschlossen             |
| Dodecylphenol, verzweigt | 310-154-3            | 121158-58-5          | 100.100.072      | 2017 | Deutschland            | potentieller endokriner Disruptor | abgeschlossen             |
| 2-(2H-Benzotriazol-2-yl)-p-kresol (Drometrizol) | 219-470-5            | 2440-22-4            | 100.017.700      | 2014 | Tschechien             | sensibilisierend, Verbraucher-Verwendung, Arbeitnehmerexposition, RCR, weit verbreitete Verwendung | abgeschlossen             |
| EDDHMAFEK | 405-420-1            | –                    | 100.100.700      | 2018 | Schweden               | Verbraucher-Verwendung, Umweltexposition, Arbeitnehmerexposition, weit verbreitete Verwendung; potentiell reproduktionstoxische, sensibilisierende Eigenschaften; potentieller endokriner Disruptor                        | abgeschlossen             |
| Eisen(III)-chlorid, Komplex mit Reaktionsprodukten von 2,2′-(Ethan-1,2-diyldiimino)diessigsäure, Formaldehyd, Phenol und Kaliumhydroxid | 938-828-8            | 1463474-95-4         | 100.225.415      | 2018 | Schweden               | Verbraucher-Verwendung, Umweltexposition, Arbeitnehmerexposition, weit verbreitete Verwendung; potentiell reproduktionstoxische, sensibilisierende Eigenschaften; potentieller endokriner Disruptor                        | abgeschlossen             |
| Eisen(III)-sulfat | 233-072-9            | 10028-22-5           | 100.030.054      | 2015 | Litauen                | Verbraucher-Verwendung, Arbeitnehmerexposition, hohe (Gesamt-)Tonnage, weit verbreitete Verwendung; potentiell sensibilisierende Eigenschaften                                                                             | zurückgezogen             |
| 2,3-Epoxypropylneodecanoat | 247-979-2            | 26761-45-5           | 100.043.603      | 2015 | Dänemark               | Verbraucher-Verwendung, Arbeitnehmerexposition, hohe (Gesamt-)Tonnage, weit verbreitete Verwendung; potentiell CMR-, sensibilisierende Eigenschaften                                                                       | abgeschlossen             |
| 2,3-Epoxypropyl-o-tolylether | 218-645-3            | 2210-79-9            | 100.016.951      | 2016 | Dänemark               | M | abgeschlossen             |
| Essigsäure, oxo-, Natriumsalz, Reaktionsprodukte mit Ethylendiamin und Phenol, Eisen-Natrium-Salze | 283-044-5            | 84539-55-9           | 100.075.471      | 2018 | Schweden               | Verbraucher-Verwendung, Umweltexposition, Arbeitnehmerexposition, weit verbreitete Verwendung; potentiell reproduktionstoxische, sensibilisierende Eigenschaften; potentieller endokriner Disruptor                        | abgeschlossen             |
| Essigsäure-n-propylester | 203-686-1            | 109-60-4             | 100.003.352      | 2015 | Irland                 | Verbraucher-Verwendung, Arbeitnehmerexposition, hohe (Gesamt-)Tonnage, andere Gefahren, weit verbreitete Verwendung; potentiell reproduktionstoxische Eigenschaften                                                        | zurückgezogen             |
| 1,1′-(Ethan-1,2-diyl)bis[pentabrombenzol] | 284-366-9            | 84852-53-9           | 100.076.669      | 2012 | Schweden               | hohe (Gesamt-)Tonnage, weit verbreitete Verwendung; potentiell PBT/vPvB-Eigenschaften | Wiedervorlage             |
| 3-Ethoxy-1,1,1,2,3,4,4,5,5,6,6,6-dodecafluor-2-(trifluormethyl)hexan | 435-790-1            | 297730-93-9          | 100.103.397      | 2018 | Spanien                | Umweltexposition, weit verbreitete Verwendung; potentiell PBT/vPvB-Eigenschaften | Wiedervorlage             |
| 2-Ethoxy-3,3,4,4,5-pentafluor-2,5-bis[(1,2,2,2-tetrafluor-1-trifluormethyl)ethyl]tetrahydrofuran | 484-410-9            | –                    | 100.105.454      | 2019 | Spanien                | potentiell PBT/vPvB-Eigenschaften | in Bearbeitung            |
| Reaktionsprodukt von Ethylbenzol und Xylol | 905-588-0            | –                    | 100.137.064      | 2015 | Deutschland            | Verbraucher-Verwendung, Exposition von sensiblen Bevölkerungsgruppen, hohe (Gesamt-)Tonnage, RCR, andere Gefahren, weit verbreitete Verwendung; potentiell reproduktionstoxische, sensibilisierende Eigenschaften          | zurückgezogen             |
| Reaktionsprodukt von Ethylbenzol und m-Xylol und p-Xylol | 905-562-9            | –                    | 100.146.803      | 2015 | Deutschland            | Verbraucher-Verwendung, Exposition von sensiblen Bevölkerungsgruppen, hohe (Gesamt-)Tonnage, RCR, andere Gefahren, weit verbreitete Verwendung; potentiell reproduktionstoxische, sensibilisierende Eigenschaften          | zurückgezogen             |
| Ethylencarbonat | 202-510-0            | 96-49-1              | 100.002.283      | 2015 | Lettland               | Verbraucher-Verwendung, Arbeitnehmerexposition, hohe (Gesamt-)Tonnage, andere Gefahren, weit verbreitete Verwendung; potentiell reproduktionstoxische Eigenschaften                                                        | abgeschlossen             |
| Ethylenoxid | 200-849-9            | 75-21-8              | 100.000.773      | 2012 | Österreich             | CMR, hohe (Gesamt-)Tonnage | abgeschlossen             |
| 2-Ethylhexan-1-ol | 203-234-3            | 104-76-7             | 100.002.941      | 2014 | Polen                  | Verbraucher-Verwendung, hohe (Gesamt-)Tonnage, RCR, weit verbreitete Verwendung; potentiell CMR-Eigenschaften | abgeschlossen             |
| 2-Ethylhexansäure | 205-743-6            | 149-57-5             | 100.005.222      | 2012 | Spanien                | CMR, Verbraucher-Verwendung, hohe (Gesamt-)Tonnage, RCR, weit verbreitete Verwendung | abgeschlossen             |
| 2-Ethylhexylacetat | 203-079-1            | 103-09-3             | 100.002.800      | 2013 | Belgien                | Verbraucher-Verwendung, weit verbreitete Verwendung; potentiell CMR-Eigenschaften | abgeschlossen             |
| 2-Ethylhexyl-10-ethyl-4-[2-[(2-ethylhexyl)oxy]-2-oxoethyl]thio]-4-octyl-7-oxo-8-oxa-3,5-dithia-4-stannatetradecanoat | 248-227-6            | 27107-89-7           | 100.043.828      | 2016 | Niederlande            | potentieller endokriner Disruptor | zurückgezogen             |
| 2-Ethylhexyl-10-ethyl-4-([2-[(2-ethylhexyl)oxy]-2-xoethyl]thio)-4-methyl-7-oxo-8-oxa-3,5-dithia-4-stannatetradecanoat | 260-828-5            | 57583-34-3           | 100.055.280      | 2014 | Niederlande            | CMR, hohe (Gesamt-)Tonnage | verschoben                |
| 2-Ethylhexylsalicylat | 204-263-4            | 118-60-5             | 100.003.877      | 2018 | Deutschland            | potentieller endokriner Disruptor | zurückgezogen             |
| 2-Ethylhexyl-trans-4-methoxycinnamat (Vorher registriert als: 2-Ethylhexyl-4-methoxycinnamat) | 629-661-9            | 83834-59-7           | 100.157.824      | 2012 | Deutschland            | Verbraucher-Verwendung, Umweltexposition, hohe (Gesamt-)Tonnage, weit verbreitete Verwendung; potentiell PBT/vPvB-Eigenschaften; potentieller endokriner Disruptor                                                         | abgeschlossen             |
| Ethylmethacrylat | 202-597-5            | 97-63-2              | 100.002.362      | 2013 | Italien                | sensibilisierend, Verbraucher-Verwendung, hohe (Gesamt-)Tonnage, weit verbreitete Verwendung; potentiell CMR-Eigenschaften                                                                                                 | abgeschlossen             |
| 2-Ethyl-2-([(1-oxoallyl)oxy]methyl)-1,3-propandiyldiacrylat | 239-701-3            | 15625-89-5           | 100.036.077      | 2014 | Frankreich             | sensibilisierend, Arbeitnehmerexposition, RCR, weit verbreitete Verwendung | abgeschlossen             |
| Fettsäure, Tallöl, Reaktionsprodukt mit 2-(2-Aminoethylamino)ethanol | 272-902-4            | 68919-76-6           | 100.066.255      | 2017 | Deutschland            | Umweltexposition; potentiell PBT/vPvB-Eigenschaften | zurückgezogen             |
| Fettsäure C18 unges., Reaktionsprodukte mit Pentaethylenhexamin | 629-732-4            | 1224966-13-5         | 100.157.862      | 2014 | Litauen                | sensibilisierend, Exposition von sensiblen Bevölkerungsgruppen, Arbeitnehmerexposition | abgeschlossen             |
| Formaldehyd | 200-001-8            | 50-00-0              | 100.000.002      | 2012 | Frankreich             | CMR, Arbeitnehmerexposition, hohe (Gesamt-)Tonnage, weit verbreitete Verwendung | abgeschlossen             |
| Furfural | 202-627-7            | 98-01-1              | 100.002.389      | 2017 | Dänemark               | Arbeitnehmerexposition, hohe (Gesamt-)Tonnage, weit verbreitete Verwendung; potentiell krebsauslösende, mutagene Eigenschaften                                                                                             | in Bearbeitung            |
| Furfurylalkohol | 202-626-1            | 98-00-0              | 100.002.388      | 2012 | Polen                  | CMR, Verbraucher-Verwendung, Umweltexposition, Arbeitnehmerexposition, hohe (Gesamt-)Tonnage, weit verbreitete Verwendung                                                                                                  | abgeschlossen             |
| Glycoldinitrat | 211-063-0            | 628-96-6             | 100.010.058      | 2016 | Italien                | hohe (Gesamt-)Tonnage, weit verbreitete Verwendung; potentiell PBT/vPvB-, reproduktionstoxische, sensibilisierende Eigenschaften; potentieller endokriner Disruptor                                                        | abgeschlossen             |
| Graphit, Multi-Wall Carbon Nano Tubes (MWCNT), synthetischer „Graphit“ in Röhrenform | 936-414-1            | –                    | 100.242.858      | 2015 | Deutschland            | Verbraucher-Verwendung, kumulierte Exposition, Umweltexposition, andere Gefahren, weit verbreitete Verwendung; potentiell krebsauslösende Eigenschaften                                                                    | abgeschlossen             |
| Handelsname: 3M(TM) NOVEC(TM) ENGINEERED FLUID HFE-7000 | 484-450-7            | –                    | 100.105.458      | 2019 | Spanien                | potentiell PBT/vPvB-Eigenschaften | verschoben                |
| Harzsäuren, hydriert, Ester mit Pentaerythrit | 264-848-5            | 64365-17-9           | 100.058.934      | 2014 | Finnland               | Verbraucher-Verwendung, Umweltexposition, hohe (Gesamt-)Tonnage, weit verbreitete Verwendung; potentiell PBT/vPvB-Eigenschaften                                                                                            | Informationen angefordert |
| Harzsäuren, hydriert, Ester mit Glycerin | 266-042-9            | 65997-13-9           | 100.060.020      | 2015 | Finnland               | Verbraucher-Verwendung, Umweltexposition, hohe (Gesamt-)Tonnage, weit verbreitete Verwendung; potentiell PBT/vPvB-Eigenschaften                                                                                            | abgeschlossen             |
| HDI Oligomere, Isocyanurat | 931-274-8            | –                    | 100.155.514      | 2013 | Slowenien              | hohe (Gesamt-)Tonnage, weit verbreitete Verwendung; potentiell PBT/vPvB-Eigenschaften | abgeschlossen             |
| 1,1,1,3,5,5,5-Heptamethyl-3-[(trimethylsilyl)oxy]trisiloxan | 241-867-7            | 17928-28-8           | 100.038.046      | 2016 | Norwegen               | weit verbreitete Verwendung; potentiell PBT/vPvB-Eigenschaften | zurückgezogen             |
| 1,1,1,3,5,5,5-Heptamethyltrisiloxan | 217-496-1            | 1873-88-7            | 100.015.906      | 2016 | Norwegen               | potentiell PBT/vPvB-Eigenschaften | zurückgezogen             |
| 1,4,5,6,7,7-Hexachlor-8,9,10-trinorborn-5-en-2,3-dicarboxylanhydrid | 204-077-3            | 115-27-5             | 100.003.707      | 2012 | Frankreich             | CMR, Umweltexposition, Arbeitnehmerexposition; potentiell PBT/vPvB-, sensibilisierende Eigenschaften | abgeschlossen             |
| 1,1,1,2,3,3-Hexafluor-2-[1,1,2,3,3,3-hexafluor-2-[1,1,2,3,3,3-hexafluor-2-[1,1,2,3,3,3-hexafluor-2-(1,1,2,2,3,3,3-heptafluorpropoxy)propoxy]propoxy]propoxy]-3-(1,2,2,2-tetrafluorethoxy)propan | -                    | 37486-69-4           | -                | 2015 | Deutschland            | Umweltexposition; potentiell PBT/vPvB-Eigenschaften | abgeschlossen             |
| Hexafluorpropen | 204-127-4            | 116-15-4             | 100.003.753      | 2015 | Italien                | hohe (Gesamt-)Tonnage; potentiell CMR-Eigenschaften | abgeschlossen             |
| 1,3,4,6,7,8-hexahydro-4,6,6,7,8,8-hexamethylindeno[5,6-c]pyran | 214-946-9            | 1222-05-5            | 100.013.588      | 2022 | Frankreich             | Verbraucher-Verwendung, Umweltexposition; potentiell PBT/vPvB-Eigenschaften; potentieller endokriner Disruptor | in Bearbeitung            |
| [3R-(3α,3aβ,7β,8aα)]-1-(2,3,4,7,8,8a-hexahydro-3,6,8,8-tetramethyl-1H-3a,7-methanoazulen-5-yl)ethan-1-on | 251-020-3            | 32388-55-9           | 100.046.367      | 2016 | Niederlande            | potentiell PBT/vPvB-Eigenschaften; potentieller endokriner Disruptor | zurückgezogen             |
| 1,1,1,3,3,3-Hexamethyldisilazan | 213-668-5            | 999-97-3             | 100.012.425      | 2014 | Spanien                | hohe (Gesamt-)Tonnage, RCR | abgeschlossen             |
| Hexamethyldisiloxan | 203-492-7            | 107-46-0             | 100.003.176      | 2012 | Norwegen               | Verbraucher-Verwendung, hohe (Gesamt-)Tonnage; potentiell CMR-Eigenschaften | Informationen angefordert |
| 2,5,7,10,11,14-Hexaoxa-1,6-distibabicyclo[4.4.4]tetradecan | 249-820-2            | 29736-75-2           | 100.045.276      | 2018 | Deutschland            | Arbeitnehmerexposition, andere Gefahren; potentiell krebsauslösende, reproduktionstoxische Eigenschaften | Informationen angefordert |
| Hexylsalicylat | 228-408-6            | 6259-76-3            | 100.025.826      | 2012 | Niederlande            | Verbraucher-Verwendung, hohe (Gesamt-)Tonnage, RCR, weit verbreitete Verwendung; potentiell CMR-Eigenschaften | abgeschlossen             |
| Hydrochinon | 204-617-8            | 123-31-9             | 100.004.199      | 2012 | Italien                | CMR, Verbraucher-Verwendung, hohe (Gesamt-)Tonnage, RCR, weit verbreitete Verwendung | abgeschlossen             |
| Hydrogenated rosin alcohols | 701-057-0            | 2156595-41-2         | 100.244.700      | 2016 | Deutschland            | Umweltexposition, RCR, weit verbreitete Verwendung; potentiell PBT/vPvB-Eigenschaften | zurückgezogen             |
| 4-Hydroxybenzoesäure | 202-804-9            | 99-96-7              | 100.002.550      | 2012 | Tschechien             | Verbraucher-Verwendung, hohe (Gesamt-)Tonnage; potentiell CMR-Eigenschaften; potentieller endokriner Disruptor | abgeschlossen             |
| 4-Hydroxybenzoesäureethylester | 204-399-4            | 120-47-8             | 100.004.000      | 2017 | Deutschland            | potentieller endokriner Disruptor | zurückgezogen             |
| 2-[4-[2-[4-(2-hydroxyethoxy)phenyl]propan-2-yl]phenoxy]ethanol 1 – 4.5 mol ethoxyliert | 500-082-2            | 32492-61-8           | 100.105.586      | 2016 | Frankreich             | Umweltexposition, hohe (Gesamt-)Tonnage, weit verbreitete Verwendung; potentiell mutagene Eigenschaften; potentieller endokriner Disruptor                                                                                 | in Planung                |
| 2-Hydroxyethylmethacrylat | 212-782-2            | 868-77-9             | 100.011.621      | 2013 | Frankreich             | sensibilisierend, Verbraucher-Verwendung, hohe (Gesamt-)Tonnage, RCR, weit verbreitete Verwendung; potentiell CMR-Eigenschaften                                                                                            | abgeschlossen             |
| 1-Hydroxy-4-[[4-[(methylsulphonyl)oxy]phenyl]amino]anthrachinon | 216-475-4            | 1594-08-7            | 100.014.979      | 2019 | Belgien                | potentiell PBT/vPvB-Eigenschaften | in Bearbeitung            |
| 1-(2-Hydroxy-5-nonyl(verzweigt)-phenyl)ethanonoxim | 627-083-1            | 244235-47-0          | 100.155.416      | 2014 | Spanien                | hohe (Gesamt-)Tonnage; potentiell PBT/vPvB-Eigenschaften | abgeschlossen             |
| Imidazol | 206-019-2            | 288-32-4             | 100.005.473      | 2012 | Vereinigtes Königreich | CMR, hohe (Gesamt-)Tonnage, weit verbreitete Verwendung | abgeschlossen             |
| Imidazol-Verbindungen, 2-C17-unges.-alkyl-1-(2-C18-unges. amidoethyl)-4,5-dihydro-N-methyl, Me Sulfate | 931-745-8            | –                    | 100.167.121      | 2014 | Schweden               | Umweltexposition, RCR; potentiell PBT/vPvB-Eigenschaften | Wiedervorlage             |
| 2,2′-Iminodiethanol | 203-868-0            | 111-42-2             | 100.003.517      | 2012 | Deutschland            | hohe (Gesamt-)Tonnage, weit verbreitete Verwendung; potentiell CMR-Eigenschaften | abgeschlossen             |
| 1,1′-Iminodipropan-2-ol | 203-820-9            | 110-97-4             | 100.003.474      | 2013 | Tschechien             | Verbraucher-Verwendung, Arbeitnehmerexposition, RCR, weit verbreitete Verwendung; potentiell CMR-, sensibilisierende Eigenschaften                                                                                         | abgeschlossen             |
| Iso(C10-C14)alkyl (3,5-di-tert-butyl-4-hydroxyphenyl)methylthioacetat | 404-800-4            | 118832-72-7          | 100.100.640      | 2014 | Deutschland            | potentiell PBT/vPvB-Eigenschaften | abgeschlossen             |
| 1-Isocyanato-2(oder 4)-(4-isocyanatobenzyl)benzol und deren Reaktionsprodukte mit [(Methylethylen)bis(oxy)]dipropanol und Butan-1,3-diol und Propylenglycol | 701-029-8            | –                    | 100.242.359      | 2013 | Estland                | CMR, sensibilisierend, Verbraucher-Verwendung, weit verbreitete Verwendung | zurückgezogen             |
| Isoheptan | 250-610-8            | 31394-54-4           | 100.045.994      | 2012 | Lettland               | hohe (Gesamt-)Tonnage, weit verbreitete Verwendung; potentiell PBT/vPvB-Eigenschaften | abgeschlossen             |
| Isopentyl-p-methoxycinnamat | 275-702-5            | 71617-10-2           | 100.068.798      | 2013 | Deutschland            | Verbraucher-Verwendung, weit verbreitete Verwendung; potentieller endokriner Disruptor | Informationen angefordert |
| 4-(4-Isopropoxyphenylsulfonyl)phenol | 405-520-5            | 95235-30-6           | 100.100.709      | 2019 | Belgien                | potentieller endokriner Disruptor | in Planung                |
| 1,1′-(Isopropyliden)bis[3,5-dibrom-4-(2,3-dibrompropoxy)benzol] | 244-617-5            | 21850-44-2           | 100.040.546      | 2016 | Deutschland            | hohe (Gesamt-)Tonnage; potentiell PBT/vPvB-Eigenschaften; potentieller endokriner Disruptor | abgeschlossen             |
| 1,1′-(Isopropyliden)bis[3,5-dibrom-4-(2,3-dibrom-2-methylpropoxy)benzol] | 306-832-3            | 97416-84-7           | 100.097.074      | 2017 | Deutschland            | Umweltexposition; potentiell PBT/vPvB-Eigenschaften; potentieller endokriner Disruptor | abgeschlossen             |
| 4,4′-[(Isopropyliden)bis(p-phenylenoxy)]diphthalsäureanhydrid | 253-781-7            | 38103-06-9           | 100.048.875      | 2013 | Deutschland            | hohe (Gesamt-)Tonnage; potentiell PBT/vPvB-Eigenschaften | abgeschlossen             |
| 4,4′-Isopropylidendi-o-kresol | 201-240-0            | 79-97-0              | 100.001.128      | 2021 | Deutschland            | potentiell reproduktionstoxische Eigenschaften; potentieller endokriner Disruptor | Informationen angefordert |
| 3,3'-[methylenebis(oxymethylene)]bisheptane | 244-815-1            | 22174-70-5           | 100.040.726      | 2023 | Irland                 | Verbraucher-Verwendung, Umweltexposition, Arbeitnehmerexposition, weit verbreitete Verwendung; potentiell PBT/vPvB-, reproduktionstoxische Eigenschaften                                                                   | in Planung                |
| Isopropylnaphthalin | 249-535-3            | 29253-36-9           | 100.045.018      | 2015 | Österreich             | Umweltexposition, weit verbreitete Verwendung; potentiell PBT/vPvB-Eigenschaften | zurückgezogen             |
| Handelsname: wässrige Lösung des MV31-Kaliumsalzes (Kaliumnonafluorbutansulfonat) | 444-340-1            | –                    | 100.103.956      | 2015 | Deutschland            | Umweltexposition; potentiell PBT/vPvB-Eigenschaften | abgeschlossen             |
| Kaliumpermanganat | 231-760-3            | 7722-64-7            | 100.028.874      | 2017 | Frankreich             | Verbraucher-Verwendung, Exposition von sensiblen Bevölkerungsgruppen; potentiell reproduktionstoxische Eigenschaften | abgeschlossen             |
| Kaliumtitanoxid (K2Ti6O13) | 432-240-0            | 12056-51-8           | 100.103.050      | 2014 | Frankreich             | C, Arbeitnehmerexposition | Informationen angefordert |
| Kohlenstoffdisulfid | 200-843-6            | 75-15-0              | 100.000.767      | 2012 | Frankreich             | CMR, Umweltexposition, Arbeitnehmerexposition, hohe (Gesamt-)Tonnage; potentieller endokriner Disruptor | abgeschlossen             |
| Kohlenstofftetrachlorid | 200-262-8            | 56-23-5              | 100.000.239      | 2012 | Frankreich             | CMR, Arbeitnehmerexposition, hohe (Gesamt-)Tonnage | abgeschlossen             |
| Maleinsäureanhydrid | 203-571-6            | 108-31-6             | 100.003.247      | 2013 | Österreich             | sensibilisierend, hohe (Gesamt-)Tonnage, RCR | abgeschlossen             |
| Methacrylamid | 201-202-3            | 79-39-0              | 100.001.094      | 2015 | Schweden               | Arbeitnehmerexposition, andere Gefahren | abgeschlossen             |
| Methacrylsäure, Monoester mit Propan-1,2-diol | 248-666-3            | 27813-02-1           | 100.044.227      | 2014 | Frankreich             | sensibilisierend, Verbraucher-Verwendung, hohe (Gesamt-)Tonnage, RCR, weit verbreitete Verwendung; potentiell CMR-Eigenschaften                                                                                            | abgeschlossen             |
| Methanol | 200-659-6            | 67-56-1              | 100.000.599      | 2012 | Polen                  | Verbraucher-Verwendung, Umweltexposition, Arbeitnehmerexposition, weit verbreitete Verwendung; potentiell CMR-Eigenschaften                                                                                                | abgeschlossen             |
| 2-[(2-Methoxy-4-nitrophenyl)azo]-N-(2-methoxyphenyl)-3-oxobutyramid | 228-768-4            | 6358-31-2            | 100.026.153      | 2019 | Italien                | Umweltexposition, hohe (Gesamt-)Tonnage, weit verbreitete Verwendung; potentiell PBT/vPvB-Eigenschaften | verschoben                |
| 2-[(4-Methoxy-2-nitrophenyl)azo]-N-(2-methoxyphenyl)-3-oxobutyramid | 229-419-9            | 6528-34-3            | 100.026.746      | 2019 | Italien                | Umweltexposition, hohe (Gesamt-)Tonnage, weit verbreitete Verwendung; potentiell PBT/vPvB-Eigenschaften | in Bearbeitung            |
| 4-Methylanisol | 203-253-7            | 104-93-8             | 100.002.958      | 2012 | Irland                 | CMR, Verbraucher-Verwendung, RCR, weit verbreitete Verwendung | abgeschlossen             |
| 4-Methylanisol | 203-253-7            | 104-93-8             | 100.002.958      | 2021 | Irland                 | R | abgeschlossen             |
| 3-Methylbutan-1-ol | 204-633-5            | 123-51-3             | 100.004.213      | 2016 | Polen                  | Verbraucher-Verwendung, Arbeitnehmerexposition; potentiell krebsauslösende, reproduktionstoxische, sensibilisierende Eigenschaften                                                                                         | zurückgezogen             |
| Methyl-tert-butylether | 216-653-1            | 1634-04-4            | 100.015.140      | 2012 | Frankreich             | hohe (Gesamt-)Tonnage, weit verbreitete Verwendung; potentieller endokriner Disruptor | abgeschlossen             |
| Methylcyclohexan | 203-624-3            | 108-87-2             | 100.003.296      | 2012 | Finnland               | Verbraucher-Verwendung, hohe (Gesamt-)Tonnage, weit verbreitete Verwendung; potentiell PBT/vPvB-Eigenschaften | abgeschlossen             |
| 4,4′-Methylenbis(N,N-bis(2,3-epoxypropyl)anilin) | 249-204-3            | 28768-32-3           | 100.044.717      | 2013 | Dänemark               | CMR, weit verbreitete Verwendung | Wiedervorlage             |
| 4,4′-Methylenbis(dibutyldithiocarbamat) | 233-593-1            | 10254-57-6           | 100.030.526      | 2018 | Deutschland            | potentiell PBT/vPvB-Eigenschaften | zurückgezogen             |
| 2,2′-Methylenbis(4-methyl-6-tert-butylphenol) | 204-327-1            | 119-47-1             | 100.003.934      | 2016 | Dänemark               | potentiell reproduktionstoxische Eigenschaften; potentieller endokriner Disruptor | abgeschlossen             |
| 4,4′-Methylendiphenyldiisocyanat und 2,4′-Diisocyanatodiphenylmethan und deren Oligomerisierungsprudukte mit 2,2′-Oxydiethanol, Propan-1,2-diol und Butan-1,3-diol | 701-276-1            | –                    | 100.265.278      | 2013 | Estland                | CMR, sensibilisierend, Verbraucher-Verwendung, hohe (Gesamt-)Tonnage, weit verbreitete Verwendung; potentiell PBT/vPvB-Eigenschaften                                                                                       | zurückgezogen             |
| 4,4'-Methylendiphenyldiisocyanat | 202-966-0            | 101-68-8             | 100.002.697      | 2012 | Estland                | CMR, sensibilisierend, Verbraucher-Verwendung, weit verbreitete Verwendung; potentiell PBT/vPvB-Eigenschaften | abgeschlossen             |
| Reaktionsprodukt von 4,4′-Methylendiphenyldiisocyanat und o-(p-Isocyanatobenzyl)phenylisocyanat / Methylendiphenyldiisocyanat | 905-806-4            | –                    | 100.138.026      | 2013 | Estland                | CMR, sensibilisierend, Verbraucher-Verwendung, hohe (Gesamt-)Tonnage, weit verbreitete Verwendung; potentiell PBT/vPvB-Eigenschaften                                                                                       | abgeschlossen             |
| (1-Methylethyl)-1,1′-biphenyl | 247-156-8            | 25640-78-2           | 100.042.855      | 2015 | Deutschland            | weit verbreitete Verwendung; potentiell PBT/vPvB-Eigenschaften | zurückgezogen             |
| 2,2′-[(1-Methylethyliden)bis(4,1-phenyleneoxymethylen)]bisoxiran | 216-823-5            | 1675-54-3            | 100.015.294      | 2013 | Dänemark               | Verbraucher-Verwendung, hohe (Gesamt-)Tonnage, weit verbreitete Verwendung; potentiell CMR-Eigenschaften; potentieller endokriner Disruptor                                                                                | abgeschlossen             |
| Methylethylketonperoxide-Trimer | 429-320-2            | 24748-23-0           | 100.102.767      | 2019 | Niederlande            | PBT/vPvB | Informationen angefordert |
| Methyl-4-hydroxybenzoat | 202-785-7            | 99-76-3              | 100.002.532      | 2012 | Frankreich             | CMR, Verbraucher-Verwendung, Exposition von sensiblen Bevölkerungsgruppen, hohe (Gesamt-)Tonnage, weit verbreitete Verwendung; potentieller endokriner Disruptor                                                           | Wiedervorlage             |
| 2,2′-Methyliminodiethanol | 203-312-7            | 105-59-9             | 100.003.012      | 2013 | Vereinigtes Königreich | hohe (Gesamt-)Tonnage, RCR, weit verbreitete Verwendung; potentiell CMR-Eigenschaften | abgeschlossen             |
| Methylmethacrylat | 201-297-1            | 80-62-6              | 100.001.180      | 2013 | Frankreich             | sensibilisierend, Verbraucher-Verwendung, Exposition von sensiblen Bevölkerungsgruppen, hohe (Gesamt-)Tonnage, RCR, weit verbreitete Verwendung                                                                            | abgeschlossen             |
| 1-(4-Methyl-2-nitrophenylazo)-2-naphthol | 219-372-2            | 2425-85-6            | 100.017.612      | 2019 | Deutschland            | Umweltexposition; potentiell PBT/vPvB-, krebsauslösende, mutagene, reproduktionstoxische Eigenschaften | abgeschlossen             |
| 2-[Methyl[(nonafluorbutyl)sulfonyl]amino]ethylacrylat | 266-733-5            | 67584-55-8           | 100.060.648      | 2015 | Deutschland            | Umweltexposition, andere Gefahren, weit verbreitete Verwendung; potentiell PBT/vPvB-Eigenschaften | abgeschlossen             |
| 3-Methyl-1,5-pentandiyldiacrylat | 264-727-7            | 64194-22-5           | 100.058.825      | 2019 | Slowenien              | Arbeitnehmerexposition, weit verbreitete Verwendung; potentiell krebsauslösende Eigenschaften | zurückgezogen             |
| Reaktionsprodukt von 2-Methylpent-2-en und Diisopropylether | 906-484-8            | –                    | 100.136.049      | 2015 | Slowenien              | Umweltexposition, hohe (Gesamt-)Tonnage, weit verbreitete Verwendung; potentiell PBT/vPvB-Eigenschaften | abgeschlossen             |
| 4-Methyl-phenol, Reaktionsprodukt mit Dicyclopentadien und Isobutylen | 271-867-2            | 68610-51-5           | 100.065.314      | 2014 | Spanien                | Umweltexposition, weit verbreitete Verwendung; potentiell PBT/vPvB-Eigenschaften | Informationen angefordert |
| 3-({[(4-Methylphenyl)sulfonyl]carbamoyl}amino)phenyl 4-methylbenzolsulfonat | 432-520-2            | 232938-43-1          | 100.103.077      | 2019 | Belgien                | potentiell reproduktionstoxische Eigenschaften; potentieller endokriner Disruptor | zurückgezogen             |
| 2-Methylpropan-2-ol | 200-889-7            | 75-65-0              | 100.000.809      | 2013 | Vereinigtes Königreich | Verbraucher-Verwendung, hohe (Gesamt-)Tonnage, RCR, weit verbreitete Verwendung; potentiell CMR-Eigenschaften | abgeschlossen             |
| 3-Methylpyrazol | 215-925-7            | 1453-58-3            | 100.014.478      | 2015 | Belgien                | Umweltexposition, weit verbreitete Verwendung; potentiell reproduktionstoxische Eigenschaften; potentieller endokriner Disruptor                                                                                           | Wiedervorlage             |
| Methylsalicylat | 204-317-7            | 119-36-8             | 100.003.925      | 2013 | Frankreich             | Verbraucher-Verwendung, hohe (Gesamt-)Tonnage; potentiell CMR-Eigenschaften | abgeschlossen             |
| Methylvinylether | 203-475-4            | 107-25-5             | 100.003.161      | 2015 | Lettland               | Verbraucher-Verwendung, Exposition von sensiblen Bevölkerungsgruppen, Arbeitnehmerexposition; potentiell reproduktionstoxische Eigenschaften                                                                               | abgeschlossen             |
| Mischung von: N,N′-Ethan-1,2-diylbis(decanamid); 12-Hydroxy-N-[2-[1-oxydecylamino]ethyl]octadecanamid; N,N′-ethan-1,2-diylbis(12-hydroxyoctadecanamid) | 430-050-2            | –                    | 100.102.839      | 2017 | Spanien                | Umweltexposition, weit verbreitete Verwendung; potentiell PBT/vPvB-Eigenschaften | abgeschlossen             |
| Mischung von: Propan-2-on-O,O′(methoxyvinylsilandiyl)dioxim; Propan-2-on-O-(dimethoxyvinylsilyl)oxim; Propan-2-on-O,O′,O′′-(vinylsilantriyl)trioxim | 458-680-3            | 797751-44-1          | 100.104.633      | 2016 | Spanien                | Umweltexposition; potentiell PBT/vPvB-Eigenschaften | Informationen angefordert |
| Mischung von: 4-(2,2,3-Trimethylcyclopent-3-en-1-yl)-1-methyl-2-oxabicyclo[2.2.2]octan; 1-(2,2,3-trimethylcyclopent-3-en-1-yl)-5-methyl-6-oxabicyclo[3.2.1]octan; Spiro[cyclohex-3-en-1-yl-(4,5,6,6a-tetrahydro-3,6′,6′,6′a-tetramethyl)-1,3′(3′aH)-[2H]cyclopenta[b]furan]; Spiro[cyclohex-3-en-1-yl-(4,5,6,6a-tetrahydro-4,6′,6′,6′a-tetramethyl)-1,3′(3′aH)-[2H]cyclopenta[b]furan] | 422-040-1            | 426218-78-2          | 100.102.061      | 2015 | Spanien                | Umweltexposition, RCR; potentiell PBT/vPvB-Eigenschaften | abgeschlossen             |
| Mono- und/oder Di- und/oder Tri(1-phenylethyl)-m-kresol und -p-kresol | 700-427-9            | –                    | 100.155.500      | 2012 | Belgien                | Verbraucher-Verwendung, weit verbreitete Verwendung; potentiell PBT/vPvB-Eigenschaften | abgeschlossen             |
| m-Phenylendiamin | 203-584-7            | 108-45-2             | 100.003.259      | 2016 | Lettland               | sensibilisierend, Arbeitnehmerexposition, hohe (Gesamt-)Tonnage; potentiell reproduktionstoxische Eigenschaften | abgeschlossen             |
| m-Toluoldiisocyanat | 247-722-4            | 26471-62-5           | 100.043.369      | 2012 | Polen                  | CMR, sensibilisierend, hohe (Gesamt-)Tonnage, weit verbreitete Verwendung; potentiell PBT/vPvB-Eigenschaften | abgeschlossen             |
| Multi-Wall Carbon Nanotubes (MWCNT), synthetic graphite in tubular shape | -                    | –                    | -                | 2015 | Deutschland            | Verbraucher-Verwendung, kumulierte Exposition, Umweltexposition, andere Gefahren, weit verbreitete Verwendung; potentiell krebsauslösende Eigenschaften                                                                    | abgeschlossen             |
| m-Xylol | 203-576-3            | 108-38-3             | 100.003.252      | 2015 | Deutschland            | Verbraucher-Verwendung, kumulierte Exposition, hohe (Gesamt-)Tonnage, RCR, weit verbreitete Verwendung; potentiell CMR-, sensibilisierende Eigenschaften                                                                   | abgeschlossen             |
| Naphthalin | 202-049-5            | 91-20-3              | 100.001.863      | 2014 | Vereinigtes Königreich | Arbeitnehmerexposition, hohe (Gesamt-)Tonnage, RCR | abgeschlossen             |
| Natriumchlorit | 231-836-6            | 7758-19-2            | 100.028.942      | 2019 | Ungarn                 | Arbeitnehmerexposition, weit verbreitete Verwendung; potentiell mutagene, reproduktionstoxische Eigenschaften | abgeschlossen             |
| Natriumdithionit | 231-890-0            | 7775-14-6            | 100.028.991      | 2015 | Österreich             | Verbraucher-Verwendung, Arbeitnehmerexposition, hohe (Gesamt-)Tonnage, weit verbreitete Verwendung; potentiell krebsauslösende, sensibilisierende Eigenschaften                                                            | abgeschlossen             |
| Natriumhydroxymethansulfinat | 205-739-4            | 149-44-0             | 100.005.219      | 2016 | Niederlande            | Arbeitnehmerexposition, hohe (Gesamt-)Tonnage, weit verbreitete Verwendung; potentiell krebsauslösende, mutagene, reproduktionstoxische Eigenschaften                                                                      | in Planung                |
| Natrium-3-nitrobenzolsulphonat | 204-857-3            | 127-68-4             | 100.004.417      | 2016 | Irland                 | Arbeitnehmerexposition, hohe (Gesamt-)Tonnage; potentiell reproduktionstoxische Eigenschaften | zurückgezogen             |
| Natriumperchlorat | 231-511-9            | 7601-89-0            | 100.028.647      | 2015 | Deutschland            | Arbeitnehmerexposition, andere Gefahren, weit verbreitete Verwendung; potentiell krebsauslösende Eigenschaften; potentieller endokriner Disruptor                                                                          | abgeschlossen             |
| N,N′-Bis(1,4-dimethylpentyl)phenylendiamin | 221-375-9            | 3081-14-9            | 100.019.433      | 2012 | Belgien                | hohe (Gesamt-)Tonnage; potentiell PBT/vPvB-Eigenschaften | abgeschlossen             |
| n-Butylzinntrichlorid | 214-263-6            | 1118-46-3            | 100.012.967      | 2015 | Frankreich             | Verbraucher-Verwendung, Umweltexposition, Arbeitnehmerexposition, hohe (Gesamt-)Tonnage, weit verbreitete Verwendung; potentiell PBT/vPvB-, mutagene, reproduktionstoxische Eigenschaften                                  | verschoben                |
| N,N-Dicyclohexylbenzothiazol-2-sulphenamid | 225-625-8            | 4979-32-2            | 100.023.296      | 2013 | Deutschland            | sensibilisierend, Verbraucher-Verwendung, Arbeitnehmerexposition, weit verbreitete Verwendung; potentiell CMR-, PBT/vPvB-Eigenschaften                                                                                     | abgeschlossen             |
| N,N-Diethylhydroxylamin | 223-055-4            | 3710-84-7            | 100.020.960      | 2018 | Schweden               | potentiell krebsauslösende, mutagene Eigenschaften | abgeschlossen             |
| N-[4-[(9,10-Dihydro-4-hydroxy-9,10-dioxo-1-anthryl)amino]phenyl]acetamid | 267-636-0            | 67905-17-3           | 100.061.468      | 2019 | Belgien                | potentiell PBT/vPvB-Eigenschaften | in Bearbeitung            |
| Mischung von N-(1,3-Dimethylbutyl)-N′-phenyl-p-phenylendiamin und N1-(1,3-Dimethylbutyl)-N4-(4-(1-methyl-1-phenylethyl)phenyl)benzol-1,4-diamin | 448-020-2            | –                    | 100.104.136      | 2013 | Slowakei               | CMR, RCR; potentiell PBT/vPvB-Eigenschaften | abgeschlossen             |
| N-(1,4-Dimethylpentyl)-N′-phenylbenzol-1,4-diamin | 221-374-3            | 3081-01-4            | 100.019.432      | 2012 | Österreich             | weit verbreitete Verwendung; potentiell PBT/vPvB-Eigenschaften | in Bearbeitung            |
| N,N′-Dithiodi-o-phenylendibenzamid | 205-201-9            | 135-57-9             | 100.004.729      | 2014 | Belgien                | Umweltexposition; potentiell PBT/vPvB-Eigenschaften | abgeschlossen             |
| N,N′-Ethylenbis(3,4,5,6-tetrabromphthalimid) | 251-118-6            | 32588-76-4           | 100.046.456      | 2015 | Norwegen               | Verbraucher-Verwendung, Umweltexposition, Arbeitnehmerexposition, andere Gefahren, weit verbreitete Verwendung; potentiell PBT/vPvB-Eigenschaften                                                                          | in Bearbeitung            |
| n-Hexan | 203-777-6            | 110-54-3             | 100.003.435      | 2012 | Deutschland            | CMR, hohe (Gesamt-)Tonnage, andere Gefahren, weit verbreitete Verwendung | abgeschlossen             |
| 2,2′,2′′-Nitrilotriethanol | 203-049-8            | 102-71-6             | 100.002.773      | 2012 | Vereinigtes Königreich | Verbraucher-Verwendung, Arbeitnehmerexposition, hohe (Gesamt-)Tonnage, andere Gefahren, weit verbreitete Verwendung; potentiell CMR-, sensibilisierende Eigenschaften                                                      | abgeschlossen             |
| N-Methylanilin | 202-870-9            | 100-61-8             | 100.002.610      | 2019 | Polen                  | kumulierte Exposition, Arbeitnehmerexposition, RCR, weit verbreitete Verwendung; potentiell krebsauslösende, mutagene Eigenschaften                                                                                        | in Bearbeitung            |
| N-1-Naphthylanilin | 201-983-0            | 90-30-2              | 100.001.803      | 2012 | Deutschland            | weit verbreitete Verwendung; potentiell PBT/vPvB-Eigenschaften | abgeschlossen             |
| 1,1,1,2,2,3,3,4,4-Nonafluor-4-methoxybutan; 1,1,1,2,3,3-Hexafluor-3-methoxy-2-(trifluormethyl)propan | 422-270-2            | –                    | 100.118.536      | 2019 | Spanien                | potentiell PBT/vPvB-Eigenschaften | verschoben                |
| 4-Nonylphenol, verzweigt | 284-325-5            | 84852-15-3           | 100.076.631      | 2012 | Spanien                | Verbraucher-Verwendung, hohe (Gesamt-)Tonnage, weit verbreitete Verwendung; potentiell PBT/vPvB-Eigenschaften | Informationen angefordert |
| Nonylphenol verzweigt, ethoxyliert (1 bis 2,5 mol ethoxyliert) | 500-209-1            | 68412-54-4           | 100.105.700      | 2016 | Vereinigtes Königreich | hohe (Gesamt-)Tonnage, andere Gefahren; potentieller endokriner Disruptor | abgeschlossen             |
| Reaktionsprodukt von N-Phenyl-benzylamin mit 2,4,4-Trimethylpenten | 270-128-1            | 68411-46-1           | 100.063.733      | 2016 | Deutschland            | Umweltexposition, hohe (Gesamt-)Tonnage, weit verbreitete Verwendung; potentiell PBT/vPvB-Eigenschaften | Wiedervorlage             |
| N-[2-(Piperazin-1-yl)ethyl]C18-ungesättigt-alkylamid | 629-767-5            | 1228186-18-2         | 100.157.947      | 2017 | Deutschland            | Umweltexposition, weit verbreitete Verwendung; potentiell PBT/vPvB-Eigenschaften | zurückgezogen             |
| Octabenzon (UVA-BP-1) | 217-421-2            | 1843-05-6            | 100.015.838      | 2013 | Italien                | sensibilisierend, Verbraucher-Verwendung, hohe (Gesamt-)Tonnage, weit verbreitete Verwendung; potentieller endokriner Disruptor                                                                                            | abgeschlossen             |
| Reaktionsprodukt von 2,2,3,3,5,5,6,6-Octafluor-4-(1,1,1,2,3,3,3-heptafluorpropan-2-yl)morpholin und 2,2,3,3,5,5,6,6-Octafluor-4-(heptafluorpropyl)morpholin | 473-390-7            | –                    | 100.105.055      | 2015 | Belgien                | Umweltexposition, weit verbreitete Verwendung; potentiell PBT/vPvB-Eigenschaften | abgeschlossen             |
| Reaktionsprodukt von 1-(1,2,3,4,5,6,7,8-Octahydro-2,3,8,8-tetramethyl-2-naphthyl)ethan-1-on und 1-(1,2,3,4,6,7,8,8a-Octahydro-2,3,8,8-tetramethyl-2-naphthyl)ethan-1-on und 1-(1,2,3,5,6,7,8,8a-Octahydro-2,3,8,8-tetramethyl-2-naphthyl)ethan-1-on | 915-730-3            | –                    | 100.144.093      | 2015 | Frankreich             | Umweltexposition, RCR, weit verbreitete Verwendung; potentiell PBT/vPvB-, reproduktionstoxische Eigenschaften; potentieller endokriner Disruptor                                                                           | in Bearbeitung            |
| Octahydro-1,3,5,7-tetranitro-1,3,5,7-tetrazocin | 220-260-0            | 2691-41-0            | 100.018.418      | 2019 | Ungarn                 | Umweltexposition, Arbeitnehmerexposition, weit verbreitete Verwendung; potentiell krebsauslösende, reproduktionstoxische Eigenschaften                                                                                     | zurückgezogen             |
| Octamethyltrisiloxan | 203-497-4            | 107-51-7             | 100.003.181      | 2015 | Norwegen               | Verbraucher-Verwendung, weit verbreitete Verwendung; potentiell PBT/vPvB-Eigenschaften | abgeschlossen             |
| Octen, Hydroformylierungsprodukte, niedrigsiedend | 273-110-1            | 68938-03-4           | 100.066.444      | 2015 | Slowenien              | Verbraucher-Verwendung, hohe (Gesamt-)Tonnage; potentiell PBT/vPvB-Eigenschaften | in Planung                |
| Octocrilen | 228-250-8            | 6197-30-4            | 100.025.683      | 2012 | Frankreich             | hohe (Gesamt-)Tonnage, weit verbreitete Verwendung; potentiell PBT/vPvB-Eigenschaften | Informationen angefordert |
| O,O,O-Triphenylphosphorothioat | 209-909-9            | 597-82-0             | 100.009.010      | 2015 | Niederlande            | potentiell PBT/vPvB-Eigenschaften | Informationen angefordert |
| 7-Oxabicyclo[4.1.0]hept-3-ylmethyl-7-oxabicyclo-[4.1.0]heptan-3-carboxylat | 219-207-4            | 2386-87-0            | 100.017.463      | 2013 | Irland                 | sensibilisierend, Arbeitnehmerexposition, RCR; potentiell CMR-Eigenschaften | abgeschlossen             |
| Oxiran, mono[(C12-14-alkyloxy)methyl]-Derivate | 271-846-8            | 68609-97-2           | 100.065.295      | 2014 | Irland                 | sensibilisierend, Verbraucher-Verwendung, Arbeitnehmerexposition, hohe (Gesamt-)Tonnage, andere Gefahren; potentiell mutagene Eigenschaften                                                                                | zurückgezogen             |
| Oxybenzon | 205-031-5            | 131-57-7             | 100.004.575      | 2014 | Dänemark               | kumulierte Exposition, Umweltexposition, Exposition von sensiblen Bevölkerungsgruppen, Arbeitnehmerexposition, weit verbreitete Verwendung; potentieller endokriner Disruptor                                              | in Bearbeitung            |
| 2,2′-Oxydiethanol | 203-872-2            | 111-46-6             | 100.003.521      | 2014 | Ungarn                 | Verbraucher-Verwendung, hohe (Gesamt-)Tonnage, andere Gefahren, weit verbreitete Verwendung; potentiell CMR-Eigenschaften                                                                                                  | abgeschlossen             |
| Oxydiethylendibenzoat | 204-407-6            | 120-55-8             | 100.004.007      | 2016 | Lettland               | Verbraucher-Verwendung, Umweltexposition, Arbeitnehmerexposition, hohe (Gesamt-)Tonnage, weit verbreitete Verwendung; potentiell reproduktionstoxische Eigenschaften                                                       | abgeschlossen             |
| Oxydiethylendinitrat | 211-745-8            | 693-21-0             | 100.010.679      | 2016 | Italien                | RCR; potentiell PBT/vPvB-, krebsauslösende, reproduktionstoxische Eigenschaften; potentieller endokriner Disruptor | abgeschlossen             |
| Oxydipropyldibenzoat | 248-258-5            | 27138-31-4           | 100.043.856      | 2015 | Lettland               | Verbraucher-Verwendung, Umweltexposition, Arbeitnehmerexposition, hohe (Gesamt-)Tonnage, RCR, weit verbreitete Verwendung; potentiell reproduktionstoxische Eigenschaften                                                  | abgeschlossen             |
| o-Xylol | 202-422-2            | 95-47-6              | 100.002.203      | 2013 | Deutschland            | Verbraucher-Verwendung, kumulierte Exposition, hohe (Gesamt-)Tonnage, RCR, weit verbreitete Verwendung; potentiell CMR-, sensibilisierende Eigenschaften                                                                   | abgeschlossen             |
| p-(1,1-Dimethylpropyl)phenol | 201-280-9            | 80-46-6              | 100.001.165      | 2014 | Deutschland            | Verbraucher-Verwendung, weit verbreitete Verwendung; potentieller endokriner Disruptor | Bericht wird erstellt     |
| Pentan-1-ol | 200-752-1            | 71-41-0              | 100.000.684      | 2015 | Litauen                | Verbraucher-Verwendung, Arbeitnehmerexposition, RCR, weit verbreitete Verwendung; potentiell sensibilisierende Eigenschaften                                                                                               | abgeschlossen             |
| N-pentan-2-ylidenehydroxylamine | 484-470-6            | 623-40-5             | 100.105.460      | 2022 | Deutschland            | Verbraucher-Verwendung, Arbeitnehmerexposition, hohe (Gesamt-)Tonnage, andere Gefahren, weit verbreitete Verwendung; potentiell krebsauslösende Eigenschaften                                                              | abgeschlossen             |
| p-(2,3-Epoxypropoxy)-N,N-bis(2,3-epoxypropyl)anilin | 225-716-2            | 5026-74-4            | 100.023.379      | 2015 | Dänemark               | Verbraucher-Verwendung, Arbeitnehmerexposition; potentiell mutagene, sensibilisierende Eigenschaften | zurückgezogen             |
| Perfluamin | 206-420-2            | 338-83-0             | 100.005.837      | 2016 | Belgien                | Umweltexposition; potentiell PBT/vPvB-Eigenschaften | Wiedervorlage             |
| Perhydro-1,3,5-trinitro-1,3,5-triazin | 204-500-1            | 121-82-4             | 100.004.092      | 2019 | Ungarn                 | Umweltexposition, Arbeitnehmerexposition, weit verbreitete Verwendung; potentiell krebsauslösende, reproduktionstoxische Eigenschaften                                                                                     | zurückgezogen             |
| Perylen-3,4:9,10-tetracarboxydiimid | 201-344-6            | 81-33-4              | 100.001.223      | 2019 | Belgien                | potentiell PBT/vPvB-Eigenschaften | zurückgezogen             |
| Phenol, isopropylated, phosphate (3:1) | 273-066-3            | 68937-41-7           | 100.066.404      | 2020 | Niederlande            | potentiell PBT/vPvB-Eigenschaften; potentieller endokriner Disruptor | Informationen angefordert |
| Phenol, paraalkylation products with C10-15 branched olefins (C12 rich) derived from propene oligermization, carbonate, calcium salts, ovrbased, sulfurized, including distillates (petroleum), hydrotreated, solvent-refined, solvent dewaxed, or catalytic dewaxed, light or heavy paraffinic C10-C50                                                                                | 701-251-5            | –                    | 100.260.510      | 2012 | Niederlande            | CMR, Verbraucher-Verwendung, hohe (Gesamt-)Tonnage, weit verbreitete Verwendung | abgeschlossen             |
| Phenol | 203-632-7            | 108-95-2             | 100.003.303      | 2015 | Dänemark               | Verbraucher-Verwendung, Arbeitnehmerexposition, hohe (Gesamt-)Tonnage, RCR, andere Gefahren; potentiell mutagene Eigenschaften                                                                                             | abgeschlossen             |
| Phenol, styrolisiert, Reaktionsprodukt von 2,4,6-Tris(1-phenyl-ethyl)phenol und Bis(1-phenylethyl)phenol | 262-975-0            | 61788-44-1           | 100.057.232      | 2013 | Deutschland            | kumulierte Exposition; potentiell PBT/vPvB-Eigenschaften; potentieller endokriner Disruptor | abgeschlossen             |
| [1,3(oder 1,4)-Phenylenbis(1-methylethyliden)]bis(tert-butyl)peroxid | 246-678-3            | 25155-25-3           | 100.042.420      | 2014 | Niederlande            | hohe (Gesamt-)Tonnage, weit verbreitete Verwendung; potentiell PBT/vPvB-Eigenschaften | Wiedervorlage             |
| 4,4′-(1,3-Phenylen-bis(1-methylethyliden))bisphenol | 428-970-4            | 13595-25-0           | 100.102.734      | 2014 | Belgien                | Verbraucher-Verwendung, Umweltexposition, andere Gefahren; potentiell PBT/vPvB-Eigenschaften | abgeschlossen             |
| 1-Phenylethanol | 202-707-1            | 98-85-1              | 100.002.461      | 2017 | Italien                | Verbraucher-Verwendung, Arbeitnehmerexposition, weit verbreitete Verwendung; potentiell krebsauslösende, mutagene Eigenschaften                                                                                            | Wiedervorlage             |
| 2-(Phenylmethoxy)naphthalin | 405-490-3            | 613-62-7             | 100.100.706      | 2012 | Tschechien             | hohe (Gesamt-)Tonnage, andere Gefahren | abgeschlossen             |
| Oligomerisations- und Alkylierungs-Reaktionsprodukte von 2-Phenylpropen und Phenol (Zuvor registriert als Phenol, methylstyrolisiert – EG-Nr. 270-966-8 und CAS-Nr. 68512-30-1) | 700-960-7            | –                    | 100.228.163      | 2012 | Dänemark               | hohe (Gesamt-)Tonnage, weit verbreitete Verwendung; potentiell PBT/vPvB-Eigenschaften; potentieller endokriner Disruptor                                                                                                   | Wiedervorlage             |
| Phosphoroxychlorid, Reaktionsprodukte mit Propylenoxid | 807-935-0            | 1244733-77-4         | 100.235.857      | 2015 | Dänemark               | Verbraucher-Verwendung, kumulierte Exposition, hohe (Gesamt-)Tonnage, weit verbreitete Verwendung; potentiell krebsauslösende, reproduktionstoxische Eigenschaften; potentieller endokriner Disruptor                      | abgeschlossen             |
| (−)-Pin-2(10)-en (Vorher registriert als: Pin-2(10)-en) | 242-060-2            | 18172-67-3; 127-91-3 | 100.038.222      | 2014 | Griechenland           | sensibilisierend, Verbraucher-Verwendung, hohe (Gesamt-)Tonnage, weit verbreitete Verwendung | abgeschlossen             |
| p-Kresol | 203-398-6            | 106-44-5             | 100.003.090      | 2012 | Vereinigtes Königreich | Verbraucher-Verwendung, hohe (Gesamt-)Tonnage, weit verbreitete Verwendung; potentiell CMR-Eigenschaften; potentieller endokriner Disruptor                                                                                | abgeschlossen             |
| Polyethylenpolyamin, Pentaethylenehexamin-Fraktion | 701-266-7            | –                    | 100.263.222      | 2013 | Tschechien             | sensibilisierend, Verbraucher-Verwendung, hohe (Gesamt-)Tonnage, RCR, weit verbreitete Verwendung | abgeschlossen             |
| Polyhaloalkene | 468-710-7            | 754-12-1             | 100.104.879      | 2012 | Deutschland            | Umweltexposition, hohe (Gesamt-)Tonnage, andere Gefahren, weit verbreitete Verwendung | abgeschlossen             |
| 4,4′-Propan-2,2-diyldiphenol-Polymer mit 2-Methyloxiran | 500-097-4            | 37353-75-6           | 100.105.600      | 2013 | Dänemark               | hohe (Gesamt-)Tonnage, weit verbreitete Verwendung; potentiell CMR-Eigenschaften | abgeschlossen             |
| Propargit | 219-006-1            | 2312-35-8            | 100.017.279      | 2015 | Niederlande            | potentiell PBT/vPvB-Eigenschaften; potentieller endokriner Disruptor | abgeschlossen             |
| Butanoic acid, 4-amino-4-oxosulfo-, N-coco alkyl derivs., monosodium salts, compds. with triethanolamine | 308-662-5            | 98171-53-0           | 100.098.729      | 2023 | Frankreich             | Verbraucher-Verwendung, Umweltexposition, Arbeitnehmerexposition; potentiell reproduktionstoxische Eigenschaften; potentieller endokriner Disruptor                                                                        | in Bearbeitung            |
| 2-Propensäuremethylester, Reaktionsprodukte mit gemischten O,O-bis(verzweigte und lineare Pentyl- und iso-Butyl) phosphorodithioate | 300-340-2            | 93925-38-3           | 100.091.176      | 2023 | Schweden               | Verbraucher-Verwendung, Umweltexposition, Exposition von sensiblen Bevölkerungsgruppen, Arbeitnehmerexposition, weit verbreitete Verwendung; potentieller endokriner Disruptor                                             | in Bearbeitung            |
| Propyl-4-hydroxybenzoat | 202-307-7            | 94-13-3              | 100.002.098      | 2015 | Belgien                | Verbraucher-Verwendung, Umweltexposition, Exposition von sensiblen Bevölkerungsgruppen, weit verbreitete Verwendung; potentiell reproduktionstoxische Eigenschaften; potentieller endokriner Disruptor                     | abgeschlossen             |
| p-Xylol | 203-396-5            | 106-42-3             | 100.003.088      | 2015 | Deutschland            | Verbraucher-Verwendung, kumulierte Exposition, hohe (Gesamt-)Tonnage, RCR, weit verbreitete Verwendung; potentiell CMR-, sensibilisierende Eigenschaften                                                                   | abgeschlossen             |
| Quartäre Ammoniumverbindungen, Di-C16-18-alkyldimethylchlorid | 295-835-2            | 92129-33-4           | 100.087.083      | 2014 | Italien                | Umweltexposition, hohe (Gesamt-)Tonnage, weit verbreitete Verwendung | abgeschlossen             |
| Quartäre Ammoniumverbindungen, Tri-C8-10-Alkylmethylchlorid | 264-120-7            | 63393-96-4           | 100.058.273      | 2015 | Italien                | Umweltexposition, RCR, weit verbreitete Verwendung; potentiell PBT/vPvB-Eigenschaften | abgeschlossen             |
| Reaktionsgemisch aus (1S,1'R)-2-[1-(3',3'-dimethyl-1'-cyclohexyl)ethoxy]-2-methylpropyl propanoate, (1R,1'R)-2-[1-(3',3'-dimethyl-1'-cyclohexyl)ethoxy]-2-methylpropyl propanoate und 2-methyl-2-{[(1R*,2R*)-2,6,6-trimethylcycloheptyl]oxy}propyl propanoate und 2-(1-(3',3'-dimethyl-1'-cyclohexyl)ethoxy)-2-methyl propyl propanoate                                                | -                    | –                    | 100.242.859      | 2015 | Deutschland            | Umweltexposition, weit verbreitete Verwendung; potentiell PBT/vPvB-Eigenschaften | abgeschlossen             |
| Reaktionsgemisch aus 2-Methylpentan und Hexanol, verzweigt und geradkettig, und Diisopropylether | 701-241-0, 906-390-7 | –                    | 100.144.004      | 2016 | Italien                | Verbraucher-Verwendung, Umweltexposition, hohe (Gesamt-)Tonnage, weit verbreitete Verwendung; potentiell PBT/vPvB-Eigenschaften                                                                                            | zurückgezogen             |
| Reaktionsgemisch aus p-t-butylphenyldiphenyl phosphate und bis(p-t-butylphenyl) phenyl phosphate | 939-505-4            | –                    | 100.226.822      | 2023 | Frankreich             | Umweltexposition; potentieller endokriner Disruptor | in Bearbeitung            |
| Reaktionsmischung aus 2,6-Di-tert-butylphenol und 2,4,6-Tri-tert-butylphenol | 907-745-9            | –                    | 100.139.667      | 2015 | Belgien                | hohe (Gesamt-)Tonnage, weit verbreitete Verwendung; potentiell PBT/vPvB-Eigenschaften | abgeschlossen             |
| Reaktionsmischung aus 3-[(diphenoxyphosphoryl)oxy]phenyl triphenyl 1,3-phenylene bis(phosphate) und tetraphenyl 1,3-phenylene bis(phosphate) | 701-337-2            | –                    | 100.305.270      | 2018 | Frankreich             | Verbraucher-Verwendung, Umweltexposition, Arbeitnehmerexposition, hohe (Gesamt-)Tonnage, weit verbreitete Verwendung; potentiell PBT/vPvB-, reproduktionstoxische Eigenschaften; potentieller endokriner Disruptor         | abgeschlossen             |
| Reaktionsmischung aus 2,2′-[Methylenbis(4,1-phenylenoxymethylen)]dioxiran und 2-({2-[4-(oxiran-2-ylmethoxy)benzyl]phenoxy}methyl)oxiran und 2,2′-[methylenbis(2,1-phenylenoxymethylen)]dioxiran | 701-263-0            | –                    | 100.261.988      | 2016 | Dänemark               | potentieller endokriner Disruptor | abgeschlossen             |
| Reaktionsmischung aus O,O'-Diisopropyl(pentatho)dithioformiat und O,O'-Diisopropyl(trithio)dithioformiat und O,O'-Diisopropyl(tetrathio)dithioformiat | 403-030-6            | 137398-54-0          | 100.100.480      | 2017 | Belgien                | potentiell PBT/vPvB-Eigenschaften | abgeschlossen             |
| Reaktionsprodukt von (1S,1′R)-2-[1-(3′,3′-Dimethyl-1′-cyclohexyl)ethoxy]-2-methylpropylpropanoat, (1R,1′R)-2-[1-(3′,3′-Dimethyl-1′-cyclohexyl)ethoxy]-2-methylpropylpropanoat und 2-Methyl-2-{[(1R,2R)-2,6,6-trimethylcycloheptyl]oxy}propylpropanoat | 604-250-7            | 141773-73-1          | 100.116.423      | 2015 | Deutschland            | Umweltexposition, weit verbreitete Verwendung; potentiell PBT/vPvB-Eigenschaften | abgeschlossen             |
| Resorcinol | 203-585-2            | 108-46-3             | 100.003.260      | 2012 | Finnland               | Verbraucher-Verwendung, hohe (Gesamt-)Tonnage, weit verbreitete Verwendung; potentieller endokriner Disruptor | abgeschlossen             |
| Resorcinol | 203-585-2            | 108-46-3             | 100.003.260      | 2019 | Frankreich             | hohe (Gesamt-)Tonnage; potentieller endokriner Disruptor | Informationen angefordert |
| Sepisol Fast Blue 85219 | 700-579-6            | –                    | 100.215.251      | 2014 | Niederlande            | weit verbreitete Verwendung; potentiell PBT/vPvB-Eigenschaften | Bericht wird erstellt     |
| Silber | 231-131-3            | 7440-22-4            | 100.028.301      | 2014 | Niederlande            | hohe (Gesamt-)Tonnage, andere Gefahren, weit verbreitete Verwendung | abgeschlossen             |
| Siliciumdioxid | 231-545-4            | 7631-86-9            | 100.028.678      | 2012 | Niederlande            | andere Gefahren | abgeschlossen             |
| Sodium 3-(2H-benzotriazol-2-yl)-5-sec-butyl-4-hydroxybenzenesulfonate | 403-080-9            | 92484-48-5           | 100.100.484      | 2023 | Spanien                | Verbraucher-Verwendung, kumulierte Exposition, Umweltexposition, andere Gefahren, weit verbreitete Verwendung | in Bearbeitung            |
| S-(Tricyclo[5.2.1.02,6]deca-3-en-8(oder 9)-yl)-O-(isopropyl oder isobutyl oder 2-ethylhexyl)-O-(isopropyl oder isobutyl oder 2-ethylhexyl)phosphorodithioat | 401-850-9            | 255881-94-8          | 100.100.373      | 2014 | Belgien                | Umweltexposition, weit verbreitete Verwendung; potentiell PBT/vPvB-Eigenschaften | abgeschlossen             |
| 4,4′-Sulfonyldiphenol | 201-250-5            | 80-09-1              | 100.001.137      | 2012 | Belgien                | hohe (Gesamt-)Tonnage; potentiell CMR-Eigenschaften; potentieller endokriner Disruptor | abgeschlossen             |
| Tangled Multi-Walled Carbon Nanotubes | 701-160-0            | –                    | 100.242.858      | 2015 | Deutschland            | Verbraucher-Verwendung, kumulierte Exposition, Umweltexposition, andere Gefahren, weit verbreitete Verwendung; potentiell krebsauslösende Eigenschaften                                                                    | abgeschlossen             |
| 4-tert-Butylbrenzcatechin | 202-653-9            | 98-29-3              | 100.002.413      | 2016 | Polen                  | sensibilisierend, Umweltexposition, Arbeitnehmerexposition; potentiell PBT/vPvB-, mutagene Eigenschaften; potentieller endokriner Disruptor                                                                                | abgeschlossen             |
| 2,2,6,6-Tetrabrom-4,4-isopropylidendiphenol | 201-236-9            | 79-94-7              | 100.001.125      | 2015 | Dänemark               | Verbraucher-Verwendung, Umweltexposition, Arbeitnehmerexposition, hohe (Gesamt-)Tonnage, weit verbreitete Verwendung; potentiell PBT/vPvB-, reproduktionstoxische Eigenschaften; potentieller endokriner Disruptor         | Informationen angefordert |
| 2,2′,6,6′-Tetrabrom-4,4′-isopropylidendiphenol, oligomeres Reaktionsprodukt mit Propylenoxid und n-Butylglycidylether | 926-564-6            | –                    | 100.108.129      | 2016 | Deutschland            | Umweltexposition; potentiell PBT/vPvB-Eigenschaften; potentieller endokriner Disruptor | abgeschlossen             |
| 2,2′,6,6′-Tetra-tert-butyl-4,4′-methylendiphenol | 204-279-1            | 118-82-1             | 100.003.891      | 2014 | Österreich             | Verbraucher-Verwendung, Umweltexposition, Arbeitnehmerexposition, weit verbreitete Verwendung; potentiell CMR-, PBT/vPvB-, sensibilisierende Eigenschaften; potentieller endokriner Disruptor                              | Wiedervorlage             |
| Tetrachlorethylen | 204-825-9            | 127-18-4             | 100.004.388      | 2012 | Lettland               | CMR, hohe (Gesamt-)Tonnage, weit verbreitete Verwendung; potentiell PBT/vPvB-Eigenschaften | abgeschlossen             |
| Tetrahydrofuran | 203-726-8            | 109-99-9             | 100.003.389      | 2012 | Deutschland            | CMR, Verbraucher-Verwendung, Arbeitnehmerexposition, hohe (Gesamt-)Tonnage, weit verbreitete Verwendung | abgeschlossen             |
| 1-(5,6,7,8-Tetrahydro-3,5,5,6,8,8-hexamethyl-2-naphthyl)ethan-1-on | 216-133-4            | 1506-02-1            | 100.014.667      | 2016 | Deutschland            | hohe (Gesamt-)Tonnage; potentieller endokriner Disruptor | Informationen angefordert |
| 1-(5,6,7,8-Tetrahydro-3,5,5,6,8,8-hexamethyl-2-naphthyl)ethan-1-on | 244-240-6            | 21145-77-7           | 100.040.203      | 2016 | Deutschland            | hohe (Gesamt-)Tonnage; potentieller endokriner Disruptor | Informationen angefordert |
| 1-(5,6,7,8-tetrahydro-3,5,5,6,8,8-hexamethyl-2-naphthyl)ethan-1-one | -                    | –                    | -                | 2016 | Deutschland            | hohe (Gesamt-)Tonnage; potentieller endokriner Disruptor | Informationen angefordert |
| Tetrahydro-2-isobutyl-4-methylpyran-4-ol (cis/trans-Gemisch) | 405-040-6            | 63500-71-0           | 100.100.664      | 2012 | Spanien                | RCR, weit verbreitete Verwendung | abgeschlossen             |
| 3a,4,7,7a-Tetrahydro-4,7-methanoinden | 201-052-9            | 77-73-6              | 100.000.958      | 2015 | Frankreich             | Arbeitnehmerexposition, hohe (Gesamt-)Tonnage, RCR; potentiell reproduktionstoxische Eigenschaften | abgeschlossen             |
| Thiram | 205-286-2            | 137-26-8             | 100.004.806      | 2012 | Schweden               | hohe (Gesamt-)Tonnage, weit verbreitete Verwendung; potentieller endokriner Disruptor | abgeschlossen             |
| Titandioxid | 236-675-5            | 13463-67-7           | 100.033.327      | 2012 | Frankreich             | C, andere Gefahren; potentiell mutagene Eigenschaften | Informationen angefordert |
| Toluol | 203-625-9            | 108-88-3             | 100.003.297      | 2012 | Finnland               | CMR, Verbraucher-Verwendung, hohe (Gesamt-)Tonnage, andere Gefahren, weit verbreitete Verwendung | abgeschlossen             |
| 1,2,4-Triazol | 206-022-9            | 288-88-0             | 100.005.476      | 2015 | Belgien                | Umweltexposition, hohe (Gesamt-)Tonnage, andere Gefahren, weit verbreitete Verwendung; potentiell CMR-Eigenschaften | abgeschlossen             |
| 2,4,6-Tribromphenol | 204-278-6            | 118-79-6             | 100.003.890      | 2012 | Norwegen               | CMR, hohe (Gesamt-)Tonnage, RCR, weit verbreitete Verwendung; potentiell PBT/vPvB-Eigenschaften | abgeschlossen             |
| 2,4,6-Tri-tert-butylphenol | 211-989-5            | 732-26-3             | 100.010.900      | 2017 | Belgien                | Umweltexposition; potentiell PBT/vPvB-Eigenschaften | abgeschlossen             |
| Tributylphosphat | 204-800-2            | 126-73-8             | 100.004.365      | 2012 | Ungarn                 | CMR, hohe (Gesamt-)Tonnage, andere Gefahren, weit verbreitete Verwendung | abgeschlossen             |
| 2,4,6-Trichlor-1,3,5-triazin | 203-614-9            | 108-77-0             | 100.003.287      | 2016 | Polen                  | Umweltexposition, hohe (Gesamt-)Tonnage; potentiell PBT/vPvB-, reproduktionstoxische Eigenschaften | abgeschlossen             |
| Triclocarban | 202-924-1            | 101-20-2             | 100.002.659      | 2018 | Frankreich             | weit verbreitete Verwendung; potentiell reproduktionstoxische Eigenschaften; potentieller endokriner Disruptor | abgeschlossen             |
| Triclosan | 222-182-2            | 3380-34-5            | 100.020.167      | 2012 | Niederlande            | hohe (Gesamt-)Tonnage; potentiell PBT/vPvB-Eigenschaften; potentieller endokriner Disruptor | Wiedervorlage             |
| 3,3,4,4,5,5,6,6,7,7,8,8,8-Tridecafluoroctylacrylat | 241-527-8            | 17527-29-6           | 100.037.737      | 2015 | Deutschland            | Umweltexposition, andere Gefahren, weit verbreitete Verwendung; potentiell PBT/vPvB-Eigenschaften; potentieller endokriner Disruptor                                                                                       | abgeschlossen             |
| 3,3,4,4,5,5,6,6,7,7,8,8,8-Tridecafluoroctylmethacrylat | 218-407-9            | 2144-53-8            | 100.016.735      | 2015 | Deutschland            | Umweltexposition, andere Gefahren, weit verbreitete Verwendung; potentiell PBT/vPvB-Eigenschaften; potentieller endokriner Disruptor                                                                                       | abgeschlossen             |
| Gemisch von (3,3,4,4,5,5,6,6,7,7,8,8,8-Tridecafluoroctyl)phosphaten, Ammoniumsalz | 700-161-3            | –                    | 100.149.016      | 2012 | Niederlande            | potentiell PBT/vPvB-Eigenschaften | in Bearbeitung            |
| Trimethoxy(methyl)silan | 214-685-0            | 1185-55-3            | 100.013.350      | 2013 | Schweden               | sensibilisierend, Verbraucher-Verwendung, hohe (Gesamt-)Tonnage, weit verbreitete Verwendung | abgeschlossen             |
| 3-Trimethoxysilylpropylmethacrylat | 219-785-8            | 2530-85-0            | 100.017.987      | 2015 | Irland                 | Verbraucher-Verwendung, Arbeitnehmerexposition, hohe (Gesamt-)Tonnage, weit verbreitete Verwendung; potentiell sensibilisierende Eigenschaften                                                                             | abgeschlossen             |
| Trimethoxyvinylsilan | 220-449-8            | 2768-02-7            | 100.018.591      | 2013 | Schweden               | Exposition von sensiblen Bevölkerungsgruppen, Arbeitnehmerexposition, hohe (Gesamt-)Tonnage, RCR, weit verbreitete Verwendung; potentiell sensibilisierende Eigenschaften                                                  | abgeschlossen             |
| 3,5,5-Trimethylcyclohexyl-2-enon | 201-126-0            | 78-59-1              | 100.001.024      | 2012 | Frankreich             | CMR, Arbeitnehmerexposition, hohe (Gesamt-)Tonnage, weit verbreitete Verwendung | abgeschlossen             |
| 2,6,10-Trimethyldodecan (Farnesane) | 622-542-2            | 3891-98-3            | 100.151.294      | 2016 | Österreich             | Verbraucher-Verwendung, Umweltexposition, Arbeitnehmerexposition; potentiell PBT/vPvB-, mutagene, sensibilisierende Eigenschaften                                                                                          | zurückgezogen             |
| 3,5,5-Trimethylhexansäure | 221-975-0            | 3302-10-1            | 100.019.978      | 2016 | Spanien                | Arbeitnehmerexposition; potentiell reproduktionstoxische Eigenschaften | zurückgezogen             |
| (3E)-1,7,7-trimethyl-3-(4-methylbenzyliden)bicyclo[2.2.1]heptan-2-on | 701-394-3            | 1782069-81-1         | 100.332.682      | 2020 | Deutschland            | potentieller endokriner Disruptor | abgeschlossen             |
| Trimethyloctadecylammoniumchlorid | 203-929-1            | 112-03-8             | 100.003.572      | 2018 | Italien                | Umweltexposition, weit verbreitete Verwendung; potentiell PBT/vPvB-Eigenschaften | zurückgezogen             |
| 1,3,5-Trioxan | 203-812-5            | 110-88-3             | 100.003.466      | 2012 | Polen                  | Umweltexposition, hohe (Gesamt-)Tonnage, weit verbreitete Verwendung; potentiell CMR-, PBT/vPvB-, sensibilisierende Eigenschaften                                                                                          | abgeschlossen             |
| Triphenylphosphat | 204-112-2            | 115-86-6             | 100.003.739      | 2012 | Frankreich             | Verbraucher-Verwendung, hohe (Gesamt-)Tonnage, weit verbreitete Verwendung; potentieller endokriner Disruptor | abgeschlossen             |
| Triphenylphosphit | 202-908-4            | 101-02-0             | 100.002.645      | 2013 | Vereinigtes Königreich | sensibilisierend, Verbraucher-Verwendung, hohe (Gesamt-)Tonnage, weit verbreitete Verwendung; potentiell CMR-Eigenschaften; potentieller endokriner Disruptor                                                              | abgeschlossen             |
| Mischung von: Triphenylthiophosphat und tertiären butylierten Phenyl-Derivaten | 421-820-9            | 192268-65-8          | 100.102.039      | 2014 | Niederlande            | potentiell PBT/vPvB-Eigenschaften | in Planung                |
| Tris(1,3-dichlorisopropyl)phosphat | 237-159-2            | 13674-87-8           | 100.033.767      | 2017 | Deutschland            | potentieller endokriner Disruptor | in Planung                |
| Tris(2-ethylhexyl)trimellitat | 222-020-0            | 3319-31-1            | 100.020.019      | 2012 | Österreich             | hohe (Gesamt-)Tonnage, weit verbreitete Verwendung; potentiell PBT/vPvB-Eigenschaften | in Bearbeitung            |
| Tris(methylphenyl)phosphat (Vorher registriert als: Tris(methylphenyl)phosphat) | 809-930-9            | 1330-78-5            | 100.239.100      | 2012 | Niederlande            | hohe (Gesamt-)Tonnage, andere Gefahren, weit verbreitete Verwendung; potentiell PBT/vPvB-Eigenschaften | abgeschlossen             |
| tris(4-nonylphenyl, branched) phosphite | 701-028-2            | –                    | 100.242.308      | 2013 | Frankreich             | Verbraucher-Verwendung, Exposition von sensiblen Bevölkerungsgruppen, hohe (Gesamt-)Tonnage, RCR, weit verbreitete Verwendung; potentiell PBT/vPvB-Eigenschaften                                                           | in Bearbeitung            |
| 1,3,5-Tris(oxiran-2-ylmethyl)-1,3,5-triazin-2,4,6-trion (TGIC) | 219-514-3            | 2451-62-9            | 100.017.741      | 2012 | Polen                  | CMR, Verbraucher-Verwendung, Umweltexposition, Arbeitnehmerexposition, weit verbreitete Verwendung; potentiell PBT/vPvB-Eigenschaften                                                                                      | abgeschlossen             |
| Trixylylphosphat | 246-677-8            | 25155-23-1           | 100.042.419      | 2014 | Italien                | Umweltexposition, Arbeitnehmerexposition, hohe (Gesamt-)Tonnage, RCR, weit verbreitete Verwendung; potentiell PBT/vPvB-Eigenschaften                                                                                       | abgeschlossen             |
| Trizinkbis(orthophosphat) | 231-944-3            | 7779-90-0            | 100.029.040      | 2013 | Rumänien               | hohe (Gesamt-)Tonnage, weit verbreitete Verwendung | abgeschlossen             |
| 10-Undecenyl-2-cyano-3,3-diphenylpropenoat | 700-604-0            | 947701-81-7          | 100.170.961      | 2014 | Finnland               | Verbraucher-Verwendung; potentiell PBT/vPvB-Eigenschaften | zurückgezogen             |
| Veresterungsprodukt von 1,3-dioxo-2-benzofuran-5-carbonsäure mit Nonan-1-ol | 941-303-6            | 1689576-55-3         | 100.234.538      | 2017 | Frankreich             | Verbraucher-Verwendung, Umweltexposition; potentiell PBT/vPvB-, reproduktionstoxische Eigenschaften; potentieller endokriner Disruptor                                                                                     | in Planung                |
| Veresterungsprodukt von ethoxyliertem 4,4′-Isopropylidenediphenol und 2-Methylprop-2-ensäure | 609-946-4            | 41637-38-1           | 100.124.964      | 2017 | Deutschland            | Umweltexposition; potentiell PBT/vPvB-Eigenschaften | zurückgezogen             |
| Vinylacetat | 203-545-4            | 108-05-4             | 100.003.224      | 2016 | Lettland               | Verbraucher-Verwendung, hohe (Gesamt-)Tonnage, weit verbreitete Verwendung; potentiell reproduktionstoxische, sensibilisierende Eigenschaften; potentieller endokriner Disruptor                                           | abgeschlossen             |
| Xylol, Isomerengemisch | 215-535-7            | 1330-20-7            | 100.014.124      | 2013 | Deutschland            | Verbraucher-Verwendung, kumulierte Exposition, hohe (Gesamt-)Tonnage, RCR, weit verbreitete Verwendung; potentiell CMR-, sensibilisierende Eigenschaften                                                                   | zurückgezogen             |
| Zinkoxid | 215-222-5            | 1314-13-2            | 100.013.839      | 2015 | Deutschland            | Verbraucher-Verwendung, Umweltexposition, andere Gefahren, weit verbreitete Verwendung | in Bearbeitung            |
| Zinnsulfat | 231-302-2            | 7488-55-3            | 100.028.457      | 2013 | Frankreich             | sensibilisierend, Verbraucher-Verwendung, hohe (Gesamt-)Tonnage; potentiell CMR-Eigenschaften | abgeschlossen             |
| Ziram | 205-288-3            | 137-30-4             | 100.004.808      | 2012 | Dänemark               | RCR; potentieller endokriner Disruptor | Informationen angefordert |
| α-Amylase | 232-565-6            | 9000-90-2            | 100.029.592      | 2014 | Vereinigtes Königreich | sensibilisierend, Verbraucher-Verwendung, Arbeitnehmerexposition | abgeschlossen             |